# Château de Maillebois
Le château de Maillebois est un château français situé sur la commune de Maillebois, au nord de l'Eure-et-Loir, dans le Thymerais. Le château médiéval, brûlé par les Anglais en 1425, fut rebâti sur les anciens soubassements. À la Renaissance, un nouveau château dans le goût de l'époque fut édifié puis embelli ou modifié au cours des siècles suivants jusqu'à ce que la Révolution le réquisitionne comme bien national. Depuis, il n'a appartenu qu'à deux familles.
Le château est inscrit en tant que monument historique le 22 décembre 1941, les façades et toitures des communs sont inscrites en 1974 et la totalité des écuries est inscrite en 2000.

## Historique des propriétaires

### Des origines médiévales auXVIIesiècle
Depuis ses origines, le fief de Maillebois dépend de la baronnie de Châteauneuf-en-Thymerais. Il est la propriété d'une branche cadette des Vendôme-Montoire puis par le jeu des alliances, celle des Vieuxpont, Le Baveux et Ô.

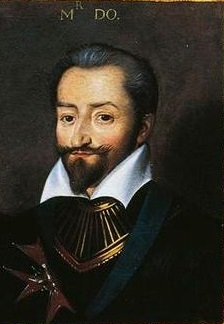
François d'Ô (1535-1594).

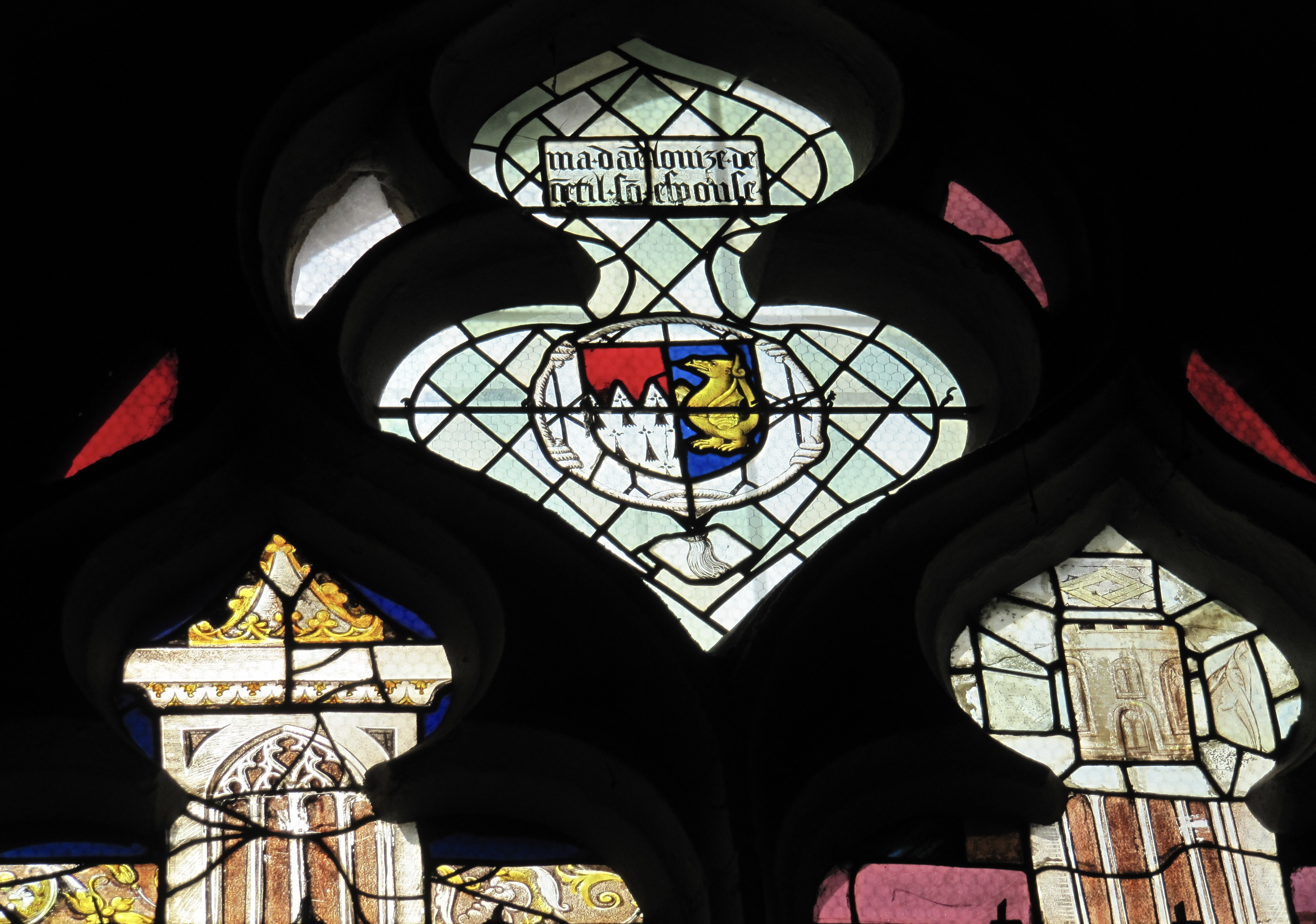
Écu sur le vitrail de l'église de Blévy : à gauche les hermines, armes de la famille d'Ô, à droite les armes de Louise Le Gentil, fille d'honneur d'Anne de Bretagne et épouse de Charles d'Ô.

#### La famille d'Ô (1415-1594)
Renard de Trie, seigneur de Fontenay, vend en 1383 son manoir à Jean Hutin Le Baveux, époux de Jacqueline de Vieuxpont. Leur fille Jeanne l'apporte en dot à Robert d'Ô, sénéchal du comté d'Eu. De sa mort à la bataille d'Azincourt en 1415 jusqu'à celle de François d'O en 1594, la seigneurie reste la propriété de la famille. Incendié en 1425 par les Anglais, le château est reconstruit quelques décennies plus tard sur les soubassements du château primitif. Aux XVe et XVIe siècles, un château dans le goût de l’époque est édifié sous l’impulsion de Jean d’Ô, troisième du nom, époux d’Hélène d’Illiers. Son fils, François, mignon d’Henri III, et surintendant des finances, contribue à l’agrandir. Il meurt sans descendance et couvert de dettes.

#### Nicolas Harlay de Sancy (1609-1612)

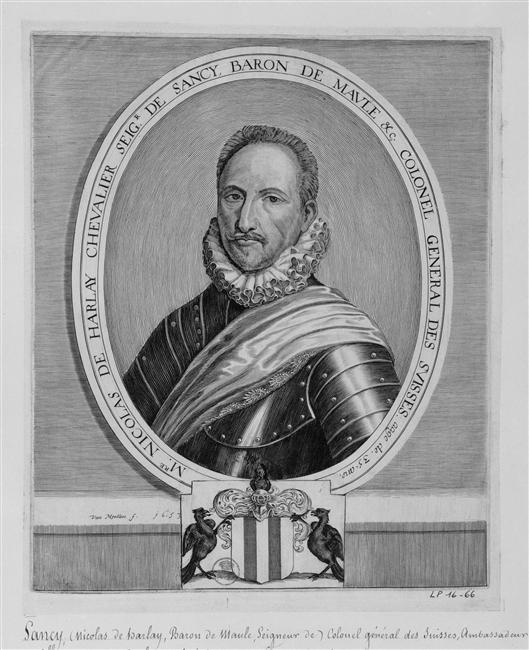
Nicolas Harlay de Sancy (1546-1629).

Toutes les propriétés sont confisquées par les créanciers de François d'Ô. Nicolas Harlay de Sancy, qui lui succède comme membre du Conseil des Finances, a la lourde tâche de les satisfaire en établissant les recettes des seigneuries d’Ô et en procédant aux adjudications nécessaires. Lui qui est baron de Maule, seigneur de Sancy et autres seigneuries franciliennes, achète Maillebois en 1609. Malade, il donne pouvoir à son procureur de se transporter en son château de Châteauneuf-en-Thymerais et de réitérer foi et hommage au duc de Nevers. Il vient cependant dans l’année à Blévy, où il vend à un marchand de Mantes sur Seine la coupe du bois de haute futaie désignée sous le nom de forêt de Thimeraye. Il ne conserve le domaine que peu de temps.

#### Les Camus de Jambville (1612-1657)

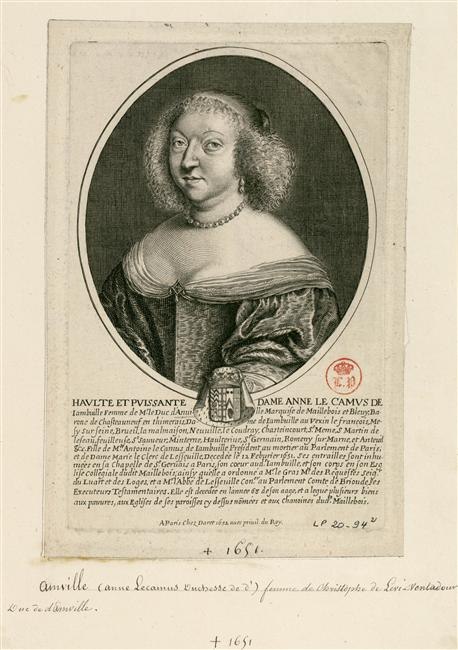
Anne Le Camus de Jambville (1583-1651).

En 1612, le château est vendu à Antoine Le Camus de Jambville, président à mortier au Parlement de Paris. Sa fille Anne hérite du domaine à sa mort. Dame d’honneur de la reine Catherine de Médicis puis d’Anne d'Autriche, Anne Le Camus est marquise de Maillebois et Blévy, baronne de Châteauneuf. Son mari, Claude Pinart, vicomte de Comblissy et marquis de Louvois, prend le titre de seigneur de Maillebois. La châtellenie est érigée en marquisat par lettres de 1621. En 1651, Anne Le Camus de Jambville meurt en son hôtel parisien mais son corps est inhumé en l'église paroissiale de Maillebois. Faute d'héritier, le domaine revient à Nicolas Leclerc de Lesseville. Bien que de noblesse récente, il est maître des comptes du Parlement de Paris et réputé richissime. À sa mort en 1657, son fils Antoine hérite du château, qu’il transmet à son propre fils. Sur le conseil de son oncle et tuteur, celui-ci met en vente le domaine de Maillebois.

### Les propriétaires duXVIIIesiècle

#### Les Desmarets (1679-1766)
C'est ainsi qu'à la fin du XVIIe siècle, en 1679, Nicolas Desmarets, neveu de Colbert, fait l'acquisition du marquisat de Maillebois, dont l'étendue est si impressionnante que Saint-Simon le notifie dans ses Mémoires: 

« Desmarets avait acquis plusieurs terres, entre autres Maillebois et l’engagement du domaine de Châteauneuf-en-Thimerais, dont cette terre relevait, et quantité d’autres sortes de biens. Il avait fort embelli le château bâti par d’Ô, surintendant des finances d’Henri III et d’Henri IV. Il en avait transporté le village d’un endroit à un autre pour orner et accroître son parc qu’il avait rendu magnifique. Ces dépenses, si fort au-dessus de son patrimoine, de la dot de sa femme et du revenu de sa place, donnèrent fort à parler. Il fut accusé ensuite d’avoir énormément pris sur la fabrique de ces pièces de trois sols et demi. »

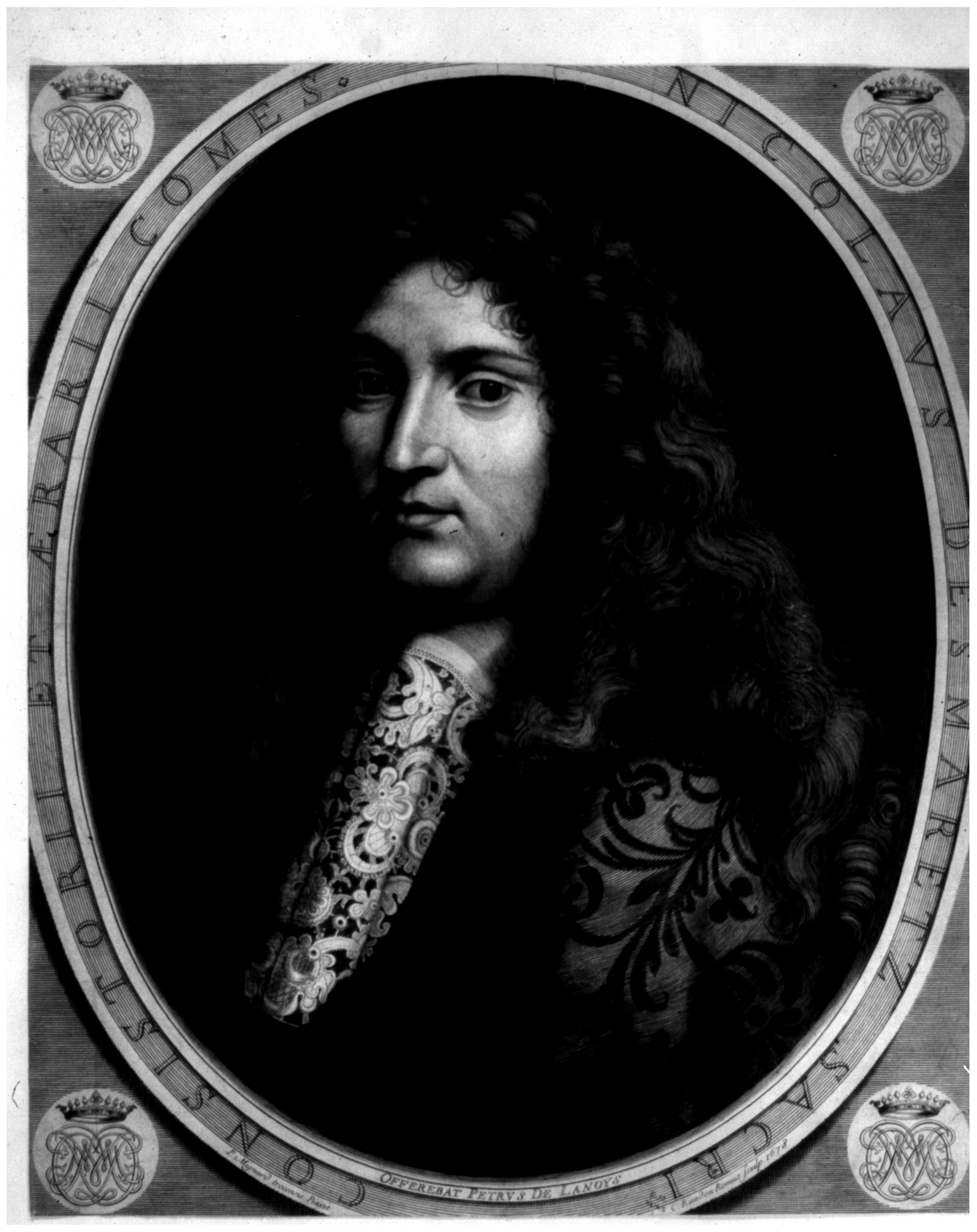
Nicolas Desmarets (1648-1721).

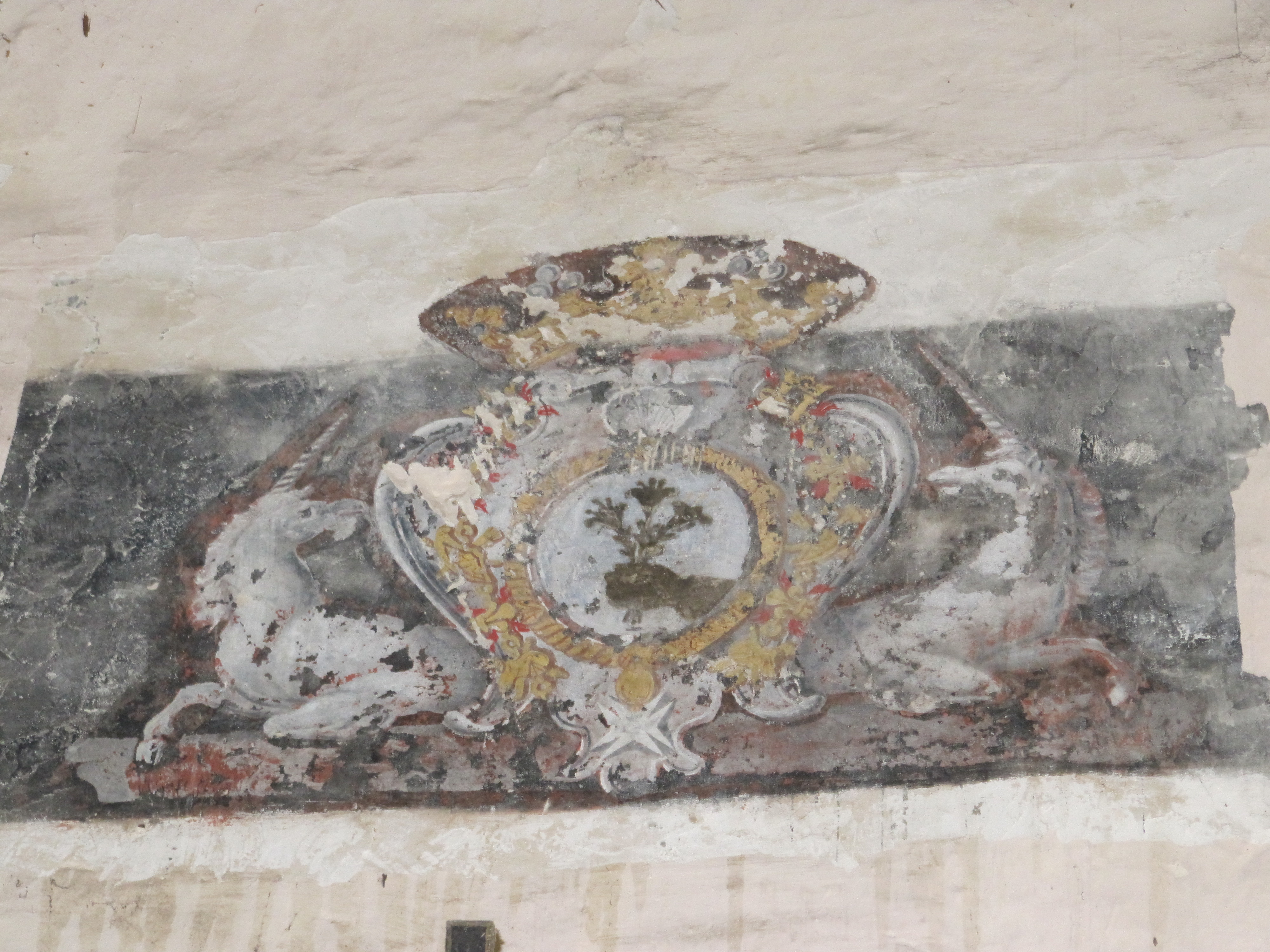
La couronne de marquis des Desmarets avec en-dessous les trois lys des marais choisis comme armoiries (église de Blévy).

En 1683, s’ouvre effectivement une information judiciaire qui l’accuse d’avoir reçu lors de la refonte de la monnaie en 1674, alors qu’il est chef de ce département, d’importantes sommes pour fermer les yeux sur les fraudes de fabrication et le détournement de matériaux précieux. Nicolas Desmarets n’est pas embastillé mais disgracié. Il doit se défaire de ses charges et se retirer sur ses terres avec interdiction d’aller à Paris. Son exil dure 10 ans et lui donne le temps de se consacrer à son domaine, où il fait de grandes dépenses de pièces d’eau et d’aplanissement de terre. En 1703, il obtient l’un des deux postes de directeur des Finances puis en 1708, celui de contrôleur général des finances, où il excelle à trouver les fonds nécessaires pour soutenir l’effort de guerre de Louis XIV. Il meurt en 1721. 

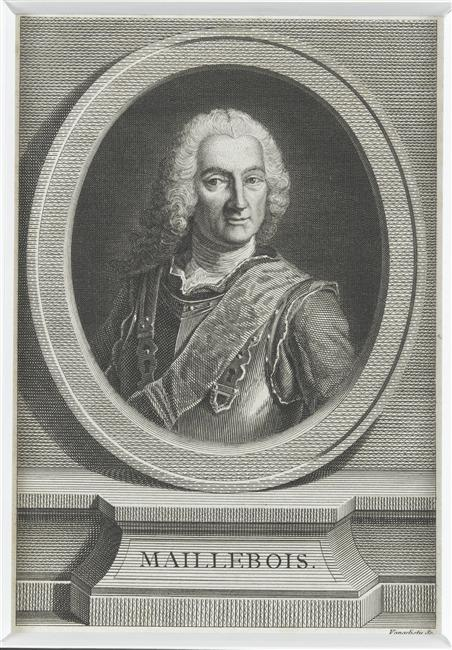
Jean-Baptiste Desmarets ((1682-1762).

Son fils Jean Baptiste Desmarets, maréchal de Maillebois, hérite du domaine et clôt la totalité du parc. S’il garde toute sa vie la baronnie de Châteauneuf dont il s’intitule seigneur, baron, capitaine et gouverneur, il cède, le 10 mars 1745, le marquisat à son fils aîné par contrat de mariage. Yves Marie Desmarets de Maillebois épouse Marie-Madeleine-Catherine de Voyer d’Argenson, fille de René-Louis de Voyer d’Argenson, secrétaire d’État aux Affaires étrangères de Louis XV, ami des philosophes et membre de l’Académie des inscriptions et des belles lettres. Lieutenant général en 1748, il n’entretient pas de lien particulier avec le Thymerais et vend le marquisat le 8 octobre 1766 moyennant 660 000 livres, à la petite-fille du duc de Saint-Simon, Marie-Christine-Chrétienne de Rouvroy de Saint-Simon, comtesse de Valentinois. Celle-ci vient juste de vendre la Ferté-Vidame au marquis de Laborde. Le 20 novembre 1766, c’est au tour de la baronnie de Châteauneuf d’être vendue à Louis de Bourbon, duc de Penthièvre.

#### La comtesse de Valentinois (1766-1774)

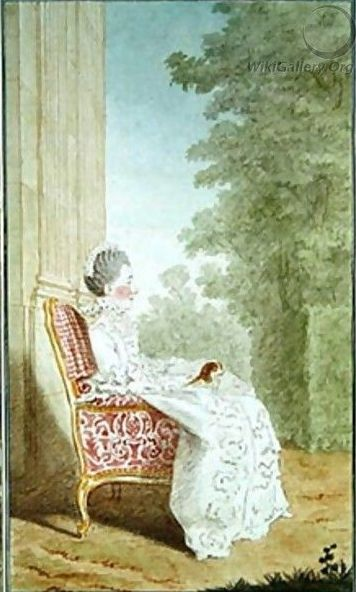
Marie-Christine de Rouvroy, comtesse de Valentinois (1728-1774).

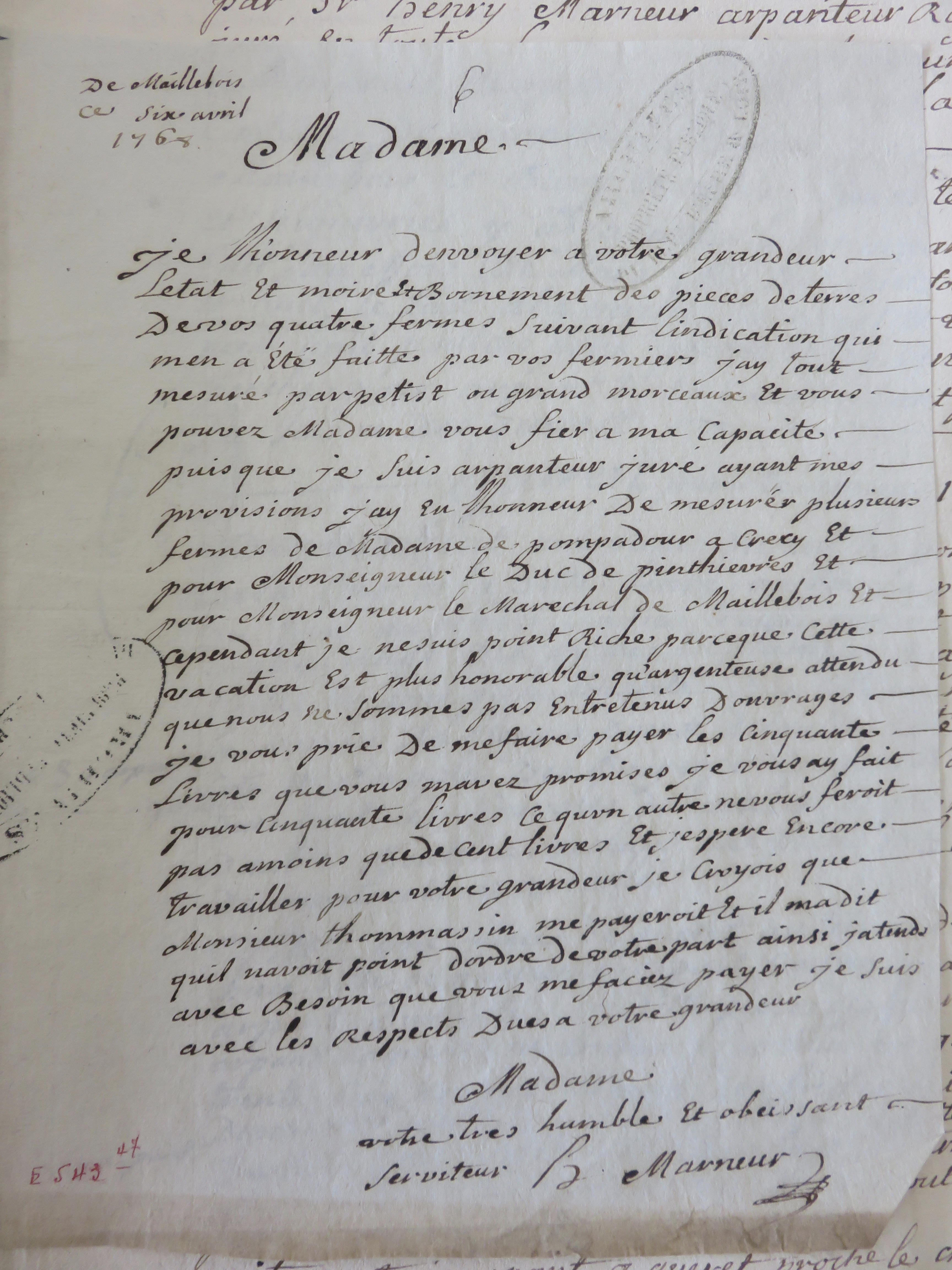
Lettre de l'arpenteur Henri Marneur en 1766.

Née le 17 mai 1728, elle est la fille du duc de Ruffec et la petite-fille de Louis de Rouvroy, duc de Saint-Simon. Le 10 décembre 1749, elle épouse Charles-Maurice de Monaco, comte de Valentinois, alors sous-lieutenant des gendarmes de Bretagne. Au jeune couple est octroyé l'hôtel de Valentinois à Passy, où ils donnent de somptueuses fêtes. Ils habitent sinon à Paris un bel hôtel particulier, rue Saint-Dominique, et en possèdent un autre, rue de Varenne. Ayant hérité de son père, ambassadeur en Espagne, le titre de Grande d’Espagne, la comtesse de Valentinois est dame d’honneur et de compagnie à la Cour dès 1762. Quatre ans plus tard, alors qu'elle s'est séparée de son mari, elle acquiert le château de Maillebois où elle fait procéder à l’arpentage. Comme elle tarde à payer le malheureux arpenteur, il doit se rappeler à son bon souvenir et lui envoie une lettre pleine d’humilité pour réclamer son dû. Est-il payé ? L’histoire ne le dit pas mais ce qui est sûr, c’est que l’année suivante, elle engage un autre arpenteur, Jean-Baptiste Oudard. On dit d'elle qu'elle est une femme pleine de naturel, aimée de ses amis et redoutée des autres, parce qu'elle sait mettre chacun à sa place. Elle meurt en 1774 après avoir rédigé un testament qui fait beaucoup de bruit puisqu'il exclut sa famille de la succession en donnant la préférence à celle de son mari, en l'occurrence à la maréchale Fitz-James, née Goyon de Matignon. Celle-ci est instituée sa légataire universelle, avec substitution en faveur de son fils, le duc Jacques-Charles de Fitz-James. La comtesse de Valentinois justifie ce legs en précisant que le duc de Fitz-James est marié à la fille de son meilleur ami, Henri de Thiard de Bissy, à qui elle laisse un diamant de 100 000 francs.

#### La duchesse de Fitz-James, née Thiard de Bissy (1774-1789)

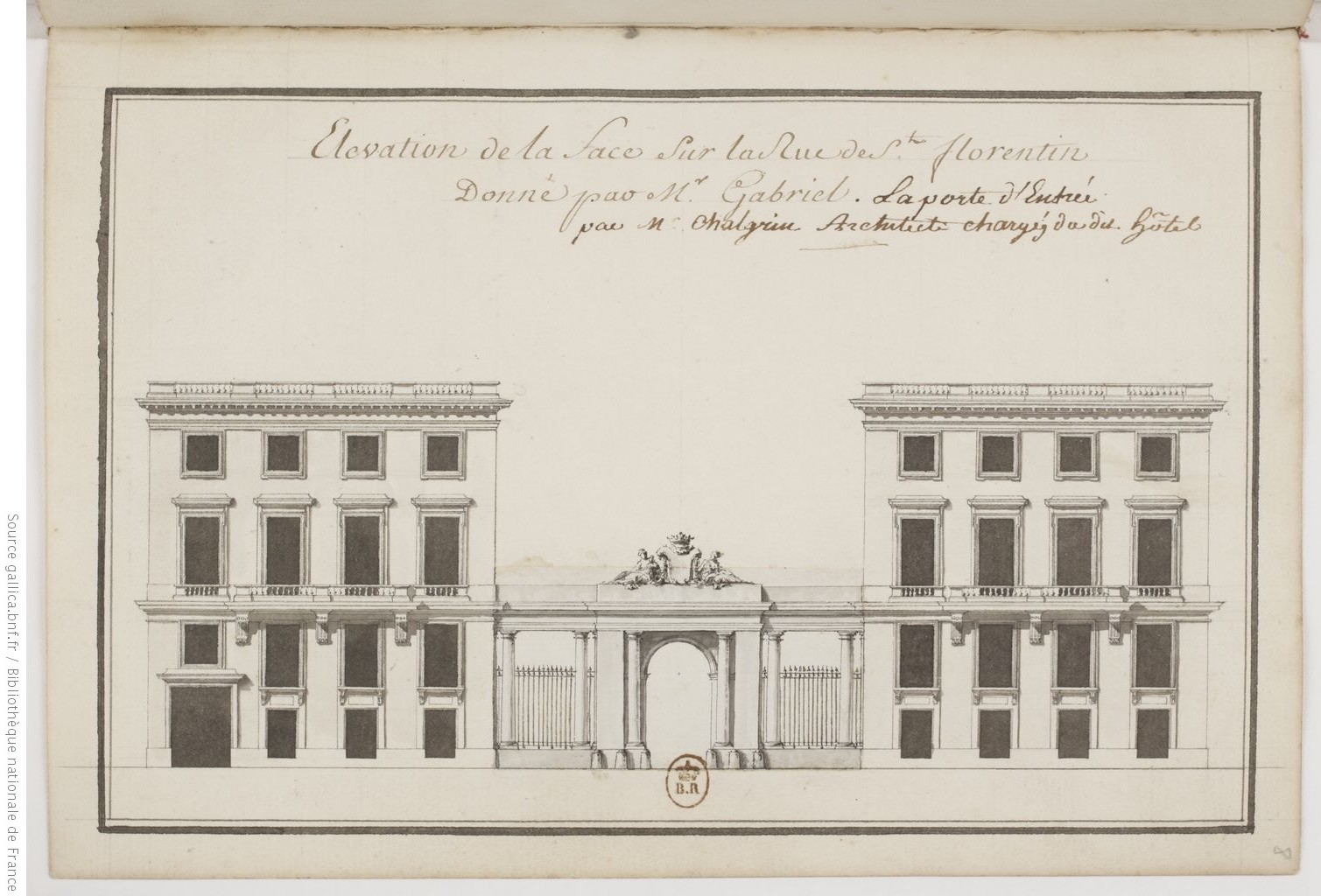
Hôtel Saint-Florentin.

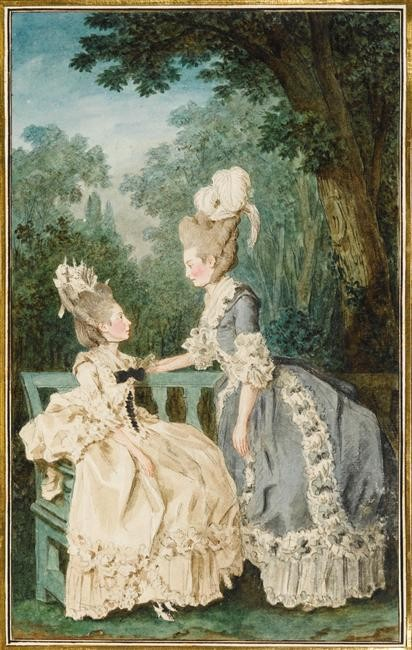
les comtesses de Fitz-James et du Nolestin par Carmontelle.

Fille unique de Henri de Thiard de Bissy, Marie-Claudine-Sylvie épouse le 26 décembre 1768 Jacques-Charles de Fitz-James, fils aîné du maréchal, Charles de Fitz-James. Nommée dame du palais de la reine Marie-Antoinette en février 1781, elle le reste jusqu'à la Révolution. Comme tous les aristocrates qui ont la faveur des monarques, les Fitz-James se doivent de paraître. Ils dépensent sans compter en empruntant d'importantes sommes qu'ils remboursent aux créanciers sous forme de rentes. Le premier signe ostentatoire de leur rang est bien évidemment la grandeur et la magnificence de leur maison. Après avoir loué un hôtel particulier rue de Grenelle où leur fils Édouard naît, les Fitz-James achètent en 1777 l'hôtel Saint-Florentin, qui leur coûte 500 000 livres et pour lequel ils empruntent la totalité de la somme. L’habillement est le second signe extérieur de richesse. En 1781, 1782 et 1783, c’est une cinquantaine de paires de chaussures que la duchesse se fait faire et une quarantaine de robes. Au train de vie sont associés les réceptions et les frais de bouche qu’ils rechignent à payer. Aux marchands qui réussissent à lui faire parvenir leurs mémoires de comptes, la duchesse inscrit rageusement dans la marge « payé, j’en suis sûre » ou bien « faux » ou encore « inconnu et impossible ». Face aux demandes du boucher, de la crémière et de l'épicier qui réclament 900 livres, elle s'exclame : « J'ai payé chaque mois les dépenses de la cuisine, c'est un vol manifeste si on demande deux fois ». Face à l'apothicaire qui exige 2 000 livres, elle griffonne : « Toute la famille a donc pris médecine tous les jours ». Les dettes s’accumulent et en 1784, malgré les 100 000 livres héritées de la comtesse de Valentinois, le duc de Fitz-James se voit contraint de vendre deux maisons et un hôtel particulier. Le produit des ventes est affecté intégralement au paiement des artisans et au remboursement des créanciers. En 1787, les Fitz-James ont à rembourser 600 000 livres de dettes à plus de 200 artisans et marchands. Le maréchal vient de mourir et leur laisse 350 000 livres, somme qui ne couvre pas tous les frais. Le duc vend l’hôtel de Saint-Florentin acquis en 1777 à la duchesse de l'Infantado. La révolution gronde. Le 6 mars 1790, alors que le couple est séparé de biens, M. de Fitz-James cède à sa femme tous ses biens, non seulement la terre de Maillebois et son usufruit mais aussi le duché de Fitz-James ainsi que le mobilier des deux châteaux. Dans ses lettres de décembre 1790, la reine, qui a de l'affection pour la duchesse, l'encourage à faire son voyage à Rome pour présenter ses enfants au cardinal d'York, parent éloigné de son mari. Sous le mot voyage se cache un départ en exil qui va durer dix ans et qui ne sera pas étranger à la mort sous la guillotine de son père, M. de Thiard. Le couple règle en vitesse ses affaires chez le notaire et quitte la France pour l'Italie. L'ambassadeur français en place dans le duché de Parme, Louis-Agathon de Flavigny, tient le cardinal de Bernis[réf. incomplète] au courant de l'arrivée des Français émigrés. Il note que les Fitz-James se sont fixés à Parme en février 1791. La reine leur fait parvenir une dernière lettre en date du 30 juillet 1791 après le retour de Varennes.

#### Bien national de la République (1789-1807)
Le domaine de Maillebois devient bien national et tout ce qui peut être vendu passe en d'autres mains. Ce qui est clos de murs et fait partie du château est loué en attendant d’être vendu, comme le droit de pêche dans la Blaise, le pré à côté du pont neuf, les parterres et bosquets, l’allée du bourg et des marronniers, le pâturage autour du camp de Vaux, l’allée depuis le petit parc à Blévy et dans la cour du château, les deux granges, les cinq remises, la petite écurie et les greniers de dessus. Le petit potager qui donne sur la grande rue du bourg et peut être accessible si on creuse une porte est vendu. Le grand potager, côté rivière, faisant partie intégrante du château et de son parc, est conservé car sa vente ferait tort à la République. Effectivement, comme le château n’assure pas de revenus, il peine à trouver acquéreur. Les officiers publics procèdent à l’inventaire des meubles entre le 31 octobre et le 25 novembre 1792, en présence du concierge Pierre Gourlet. Sur dénonciation, on procède à une autre réquisition, le 17 août 1793, celle des papiers et titres du château restés dans l’alcôve d’une chambre haute au niveau des mâchicoulis. Le château est soumis à une expertise le 3 octobre 1797, mis en adjudication le 19 mars 1798 et adjugé le 4 avril 1798 à François-Marie-Simon Pâris de Mainvilliers, qui a su tirer profit des événements en achetant à bas prix de nombreux biens nationaux. En plus de deux fermes, il a acquis, en juillet 1792, les 300 ha autour de l'abbaye de Saint-Vincent-aux-Bois et environ 125 ha de terres situées dans les communes de Blévy, Theuvy, Clévilliers, Dangers et Saint-Jean-de-Rebervilliers pour un montant de 18 000 francs, ramenés à une valeur réelle de 1 000 francs. Mais Maillebois, adjugé 5 580 000 francs, est de trop. Il doit y renoncer car il ne peut plus payer les traites qu'il a souscrites. Il doit hypothéquer puis vendre son château familial de Mainvilliers. Le préfet ordonne alors une revente sur folle enchère le 10 juin 1801. 

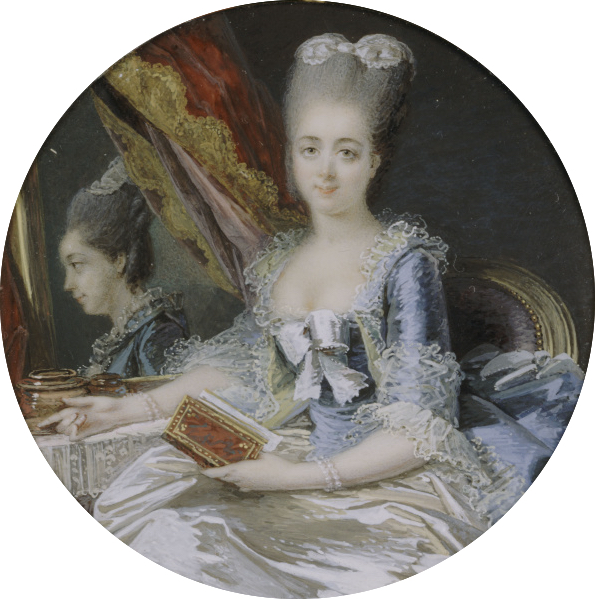
Duchesse de Fitz-James, née Thiard de Bissy.

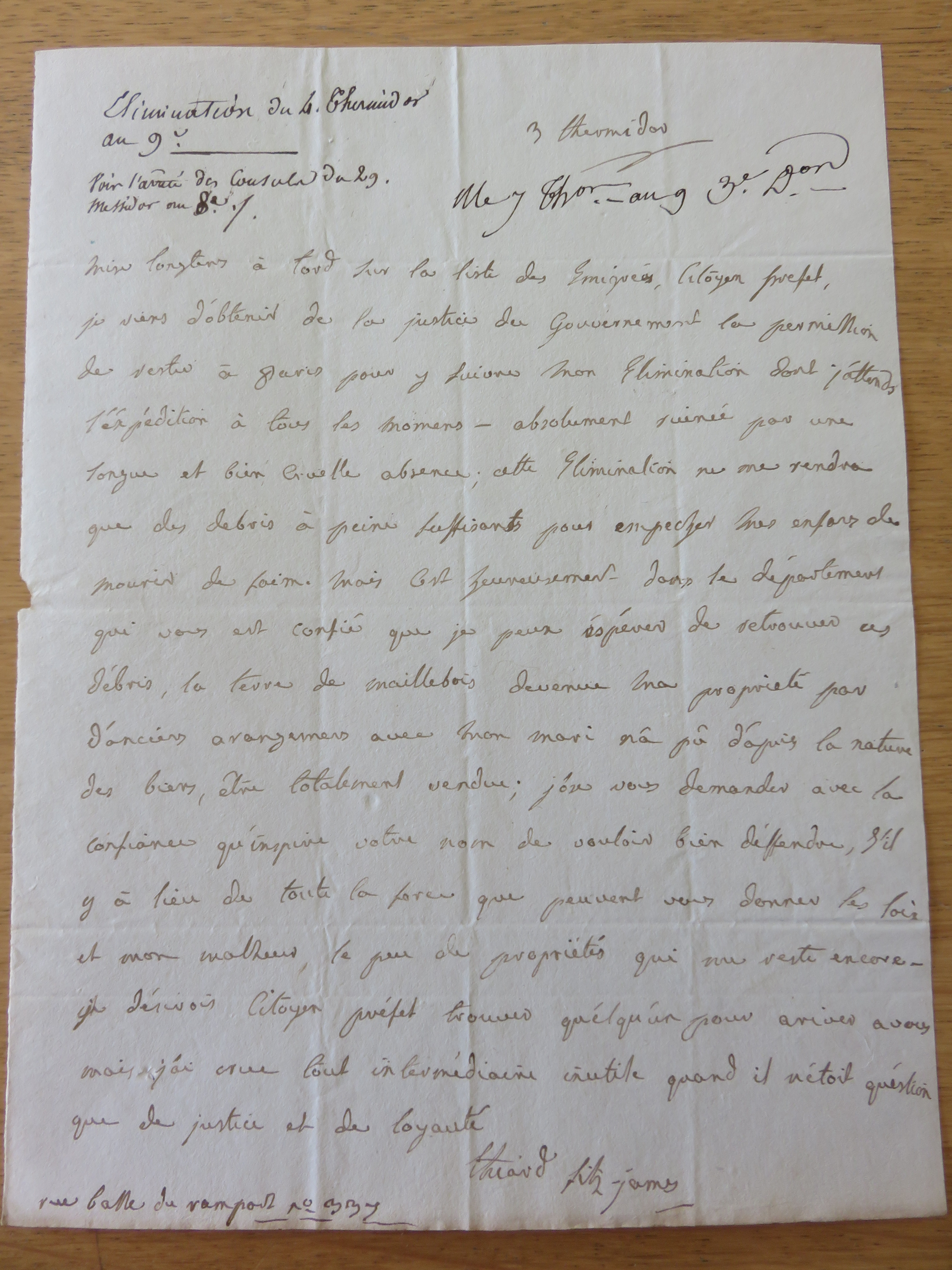
Lettre au citoyen préfet d'Eure-et-Loir en 1801.

C'est justement l'année où le cardinal de Consalvi intercède auprès du citoyen Fouché, ministre de la Police générale, pour que le duc et la duchesse de Fitz-James obtiennent la permission de revenir en France et d'être rayés de la liste des émigrés. Elle seule est autorisée à rentrer. Ainsi peut-elle retrouver la jouissance des biens qui n'ont pas été vendus et qui se trouvent en majorité en Eure-et-Loir. Il faut renoncer par contre au duché de Fitz-James, adjugé pendant la Révolution pour la valeur de 831 000 francs. Elle écrit au préfet d'Eure-et-Loir une lettre implorante où elle rappelle que son mari lui a laissé l'usufruit des terres de Maillebois, le 6 mars 1790. Elle adresse une supplique au citoyen Fouché que ses gros mensonges ont dû faire sourire. Voici la teneur de sa lettre:

« Jacques-Charles Fitz-James est sorti de France avec un passeport de M. de Montmorin, alors ministre des Affaires étrangères, dans l'année 1789 pour se rendre à Rome aux ordres de M. le cardinal d'York, son oncle, qui l'appelait auprès de lui. Il y est resté plusieurs années. Lorsqu'il quitta l'Italie, les troubles en France étaient tels que ne pouvant songer à y rentrer, il fut obligé de chercher un exil en Angleterre, la patrie de ses pères. Il n'y a point servi, jamais été employé. Il est depuis de nombreuses années dans l'état le plus déplorable, privé de l'usage de ses membres par une attaque d'apoplexie et de paralysie qui le rend même incapable de signer ce papier. Sa vie menacée à chaque instant lui donne l'inquiétude cruelle de ne pouvoir laisser à son fils une ombre de fortune qui peut lui rester encore. Il sollicite avec instance sa radiation, la faveur de revenir vivre ou plutôt mourir dans sa patrie et la consolation de laisser quelques ressources à ses enfants. »

Mme Thiard Fitz-James rachète Maillebois 41 700 francs avant de revendre le domaine en janvier 1807 à son fils Edmond, au profit de M. Tardieu de Maleissye, moyennant la somme de 120 000 francs.

### Les propriétaires à partir duXIXesiècle

#### Charles-François Tardieu, vicomte de Maleissye

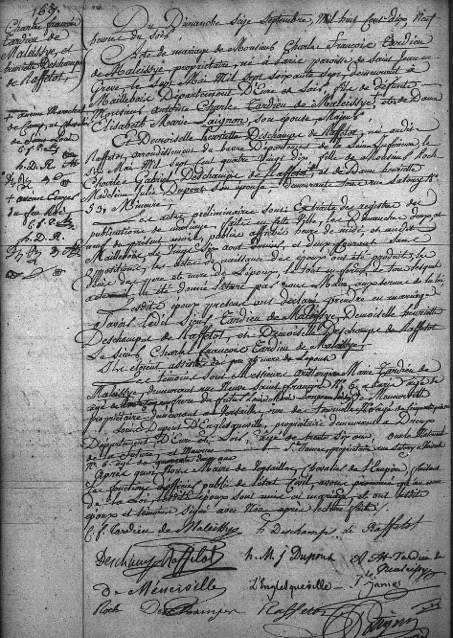
Acte de Mariage entre Charles-François Tardieu de Maleyssie et Henriette Deschamps de Raffetot.

Le 21 janvier 1807, Charles-François Tardieu, vicomte de Maleissye, est le nouveau propriétaire de Maillebois. Sous cette vente un peu particulière se cache sans doute un arrangement financier. M. Tardieu, dont la famille a, elle aussi, été spoliée, doit tenir à l’acquisition du domaine, tout proche de leurs anciennes terres de Fontaine-les-Ribouts.
La famille Tardieu de Maleissye revendique son appartenance à la lignée de Jeanne d'Arc et est acquise à la cause royaliste et contre-révolutionnaire. Antoine-Charles Tardieu, seigneur de Fontaine-les-Ribouts, lieutenant général et député de la noblesse aux États généraux de 1789, paye le prix de son attachement au roi par la mort sous la guillotine en 1793, tout comme sa femme. Leur fille Marie-Anne-Charlotte, mariée à Anne-Marie-Charles-Samuel de Goulaine, seigneur de Laudonnières (actuellement l'Audouinière) n'est pas en reste puisqu'elle soulève elle-même sa paroisse. Son mari, qui a pris part à l’expédition de Quiberon, est exécuté en 1795. Son frère, Charles-François, né en 1763, entré dans la marine en 1780 et promu lieutenant de vaisseau en 1789, choisit le chemin de l’émigration et de l’armée des princes. À son retour d’émigration, en 1802, le notaire parisien Raguideau de la Fosse procède au partage d'immeubles entre les quatre enfants survivants. Son successeur, André-Claude Noël, finit de régler la succession de M. et Mme Tardieu en 1806. La sœur conserve Fontaine-les-Ribouts et se remarie avec le chevalier de Lostanges, ami et protecteur des Vendéens. Les trois frères mettent en vente à Paris, rue du Grand-Chantier, une grande maison avec porte cochère. Le frère aîné se marie le 2 avril 1801 et Charles-François fait de même le 17 septembre 1810. Il épouse à Versailles Henriette Deschamps de Raffetot. Il a 43 ans, elle n’a que 20 ans. Un fils prénommé Antoine naît le 21 octobre 1812 à Maillebois. Le vicomte, réintégré dans son corps d’origine à la Restauration, est promu capitaine de vaisseau en 1815. C’est ainsi qu’il entre dans l’état-major du collège royal de la Marine fondé à Angoulême, loin de l’agitation des ports. Les instructeurs chargés de la formation des élèves sont recrutés sur leur origine nobiliaire et les services rendus sous l’Ancien Régime. Ils n’ont pas navigué depuis 30 ans et ne reçoivent d’autre directive que celle de faire respecter la discipline et le service du roi. Il faut surtout faire table rase du personnel et des institutions héritées de l’Empire. Revenu à Maillebois, M. Tardieu s’adonne à ses activités de propriétaire terrien et teste les innovations comme le tout nouveau semoir Hugues. Il meurt à Paris le 20 janvier 1848, à l'âge de 81 ans, léguant ses biens à son fils unique. La succession est enregistrée le 12 juillet 1848.

#### La famille Latham-Armand-Delille
Les Latham forment une dynastie de négociants et banquiers protestants implantés depuis le milieu du XVIIIe siècle à Londres. Charles Latham (1795-1875) revient s’installer en 1829 au Havre pour y développer le commerce de l’indigo et de produits exotiques. Un de ses trois enfants héritera de Maillebois : Lionel Henry Latham (1849-1885).
Il soutient à Paris sa thèse de droit en 1873, avant d’épouser en avril 1880 Madeleine Mallet (1857-1947), fille du banquier Arthur Mallet. Louis-Daniel-Constant Duméril en parle dans une lettre à sa petite-fille, où il relate les menus potins familiaux :

« Vous avez sans doute appris le mariage de Lionel Latham, car il m’a dit qu’il avait l’intention de vous l’annoncer (il l’a fait et paraissait le plus heureux des hommes). Il épouse Mlle Madeleine Mallet, fille de M. Arthur Mallet, cousin germain de ma femme, lequel a épousé une Demoiselle Rougemont. Cette nouvelle nièce est une fort jolie et agréable personne de 22 ans. Lionel est fort heureux et rencontre dans cette union tout ce qu’il pouvait désirer. Mlle Mallet qui a 4 frères et sœurs a une fort jolie dot et il lui reviendra de la fortune par la suite mais sans que cela approche, je crois, celle de Lionel qui est très belle… En épousant une Parisienne et n’ayant pas d’occupations forcées au Havre, Lionel a dû naturellement consentir à passer une certaine partie de l’année à Paris et il va en conséquence y prendre un appartement, tout en conservant son domicile au Havre. Le mariage se fera vers le 20 avril. »

Effectivement Lionel Latham reste propriétaire de la villa Marie-Christine, appelée aussi Mon Désir, près du Havre, mais il acquiert également à la campagne le domaine de Maillebois.
Du mariage naissent trois enfants :
- Edmée (1881-1978), qui épouse le docteur Paul-Félix Armand-Delille ;
- Hubert (1883-1912), qui devient un aviateur populaire multipliant les exploits aériens à bord de son monoplan Antoinette. En août 1910, il vole autour de la cathédrale de Chartres et se pose dans le parc du château familial[45]. Il meurt en 1912 en Afrique-Équatoriale française au cours d’une partie de chasse ;
- Léonie (1886-1931), qui épouse Emmanuel de Witt.

Lionel Henry Latham meurt d'une pneumonie à l’âge de 36 ans, le 19 décembre 1885. Madame Latham, prise en photo devant son château, meurt en 1947. Leur fils Lionel Armand-Delille (1913-2007) continue à habiter au château qui appartient toujours à la famille.

La famille Latham-Armand-Delille
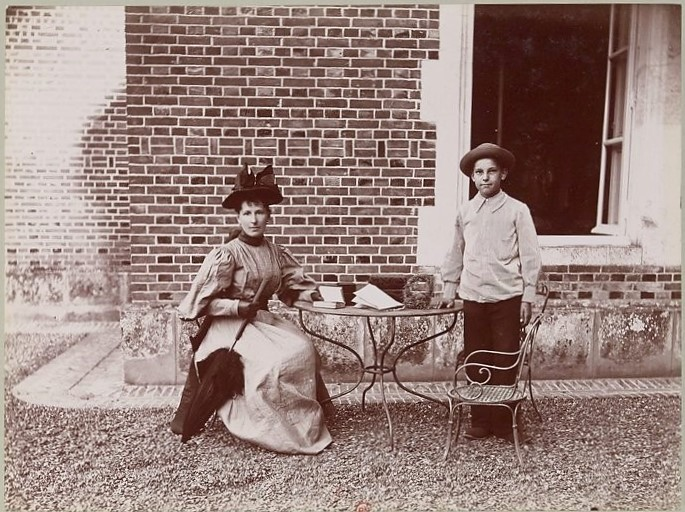
Mme Latham par Maurice de Gasté, 1894.
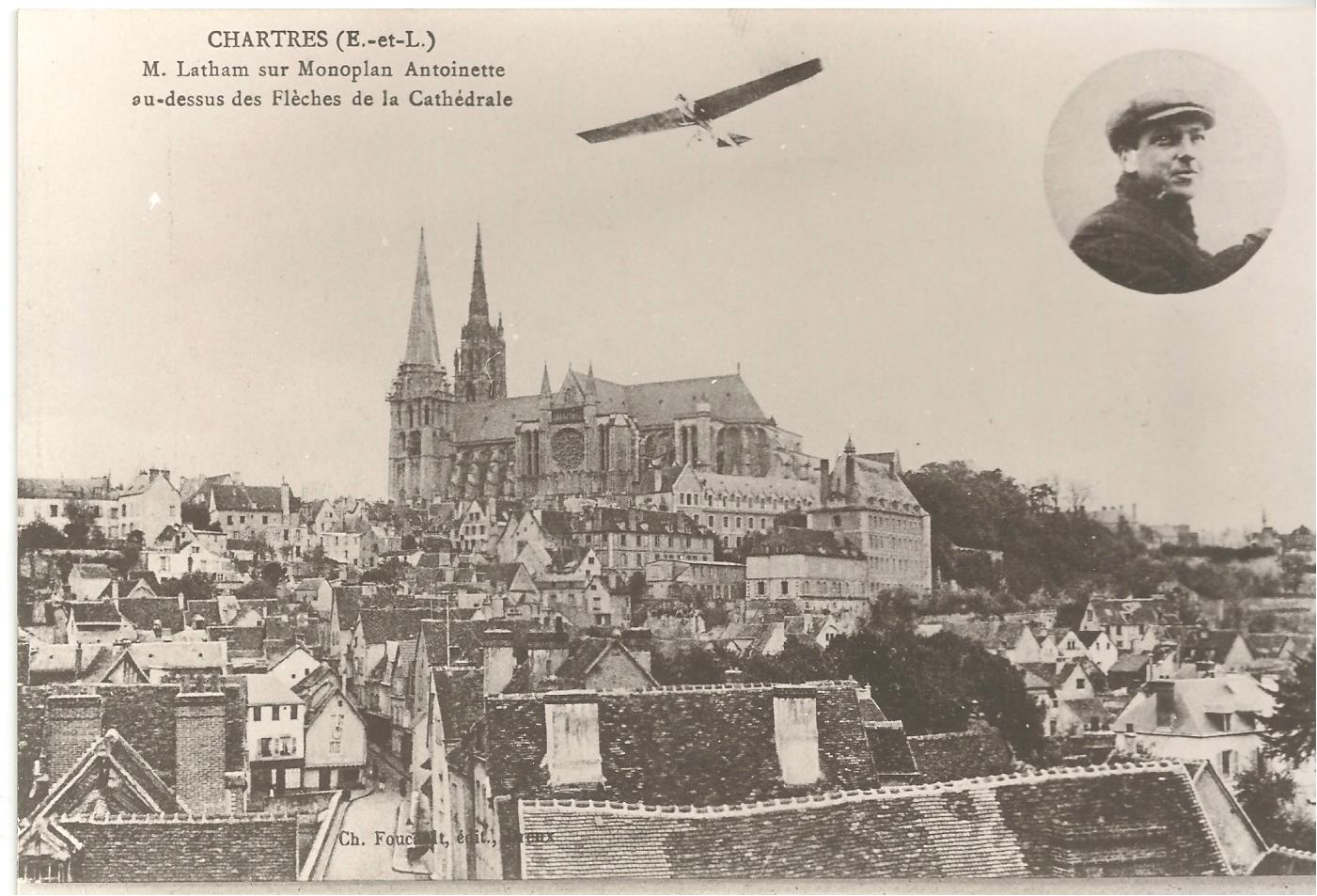
Hubert Latham (1883-1912).
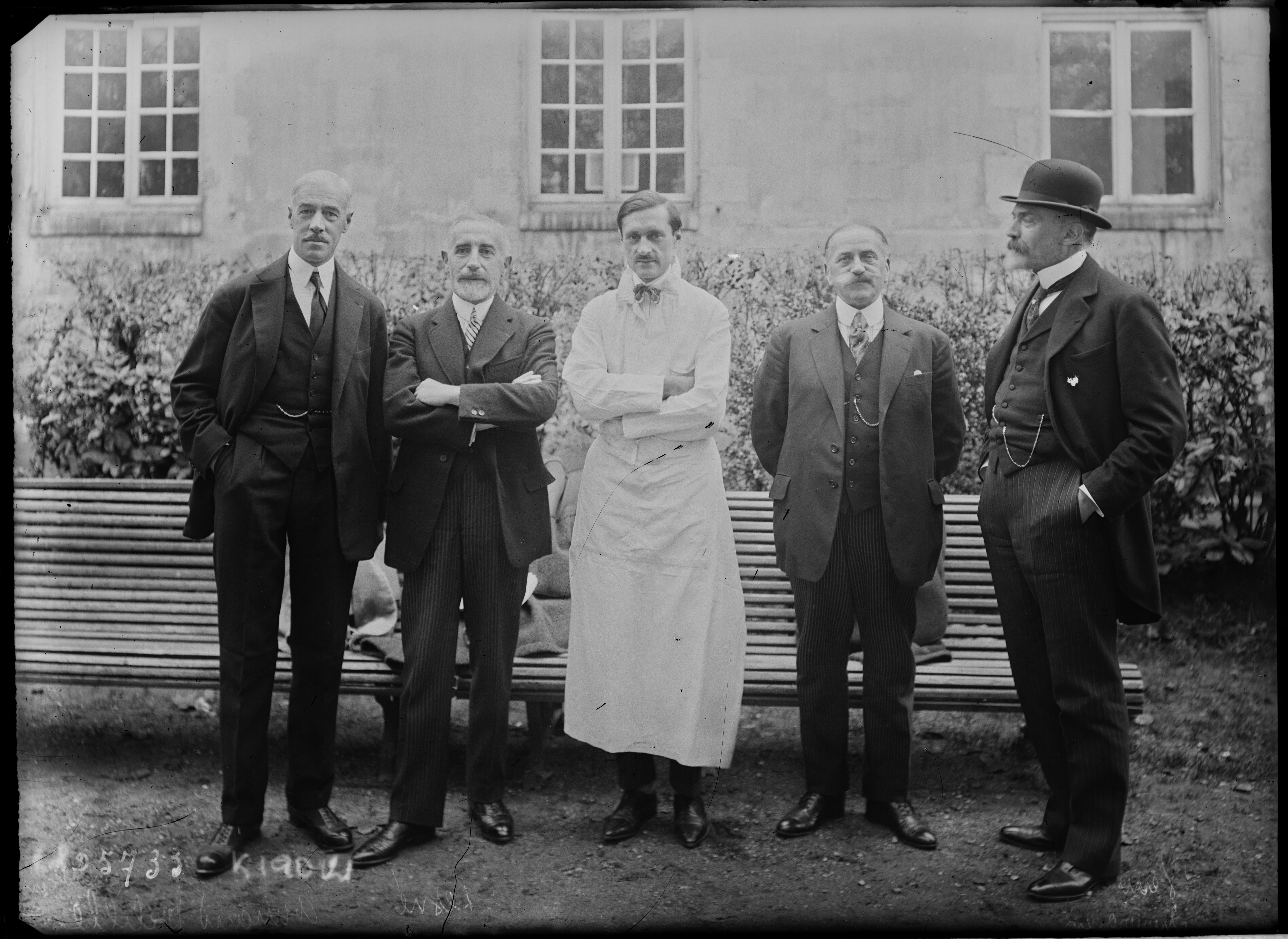
Paul-Félix Armand-Delille en blouse blanche en 1924.

## Architecture et évolution du domaine de Maillebois

### Du château médiéval au château Renaissance

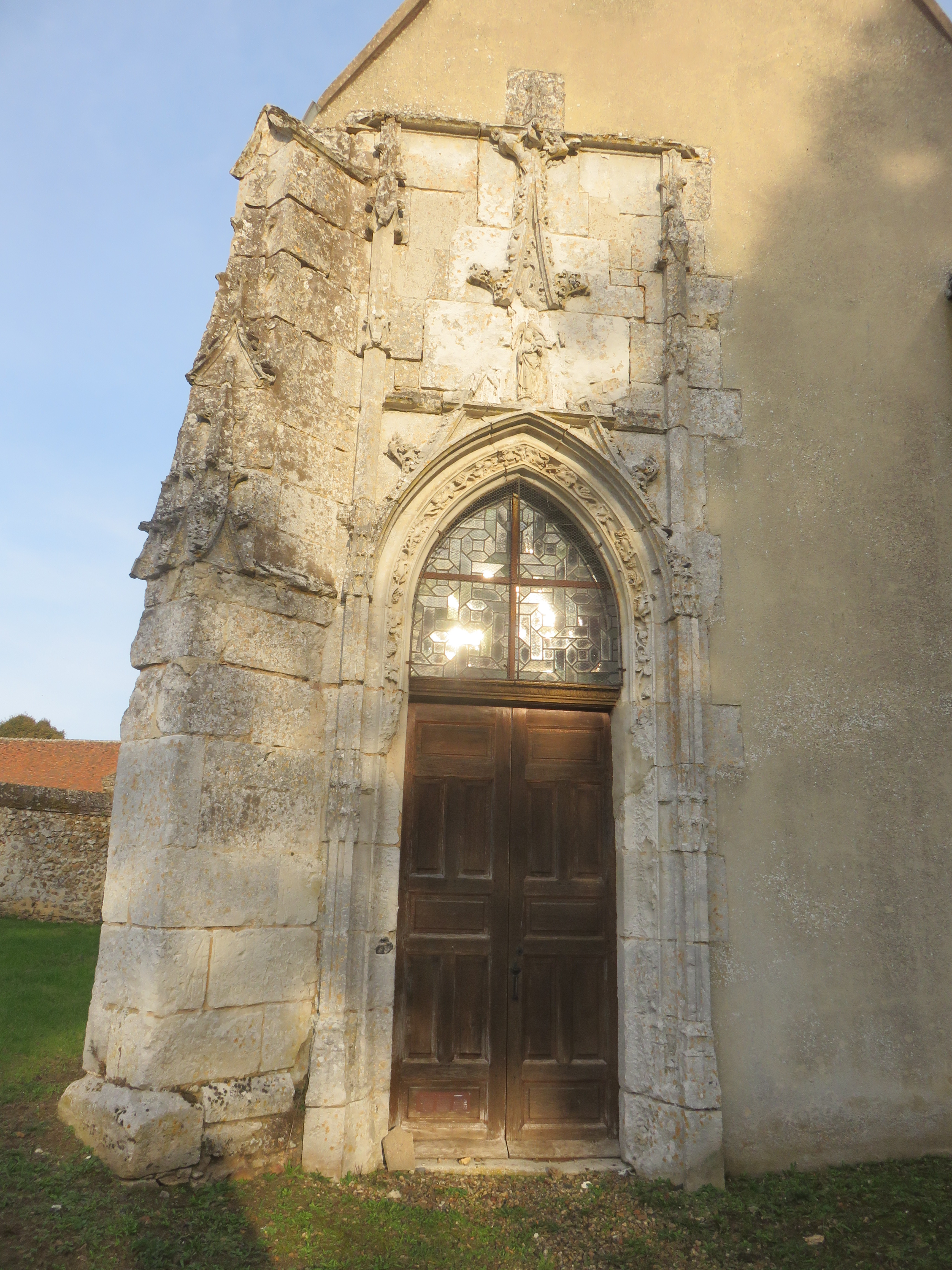
Porte nord de la chapelle seigneuriale du château.

Comme tout château médiéval, celui de Maillebois a dû être bâti en bois avant de l'être en pierre de silex durant la seconde moitié du Moyen Âge. C’est une forteresse qui contrôle le passage de la Blaise et celui des troupes entre l’Île-de-France et la Normandie qui se sont longtemps combattues. Bâtiment militaire de plan carré, flanqué de quatre tours, intégrant le logis et la chapelle, il devait ressembler au château de Villebon. L’ensemble était complété de deux petites tours placées au milieu des enceintes, le tout protégeant une cour carrée fermée par un portail décoré de deux tourelles intérieures. De l’époque médiévale subsistent des murs d’une large épaisseur inclus dans le bâtiment et les fondations de la partie nord, signalées par des murets.

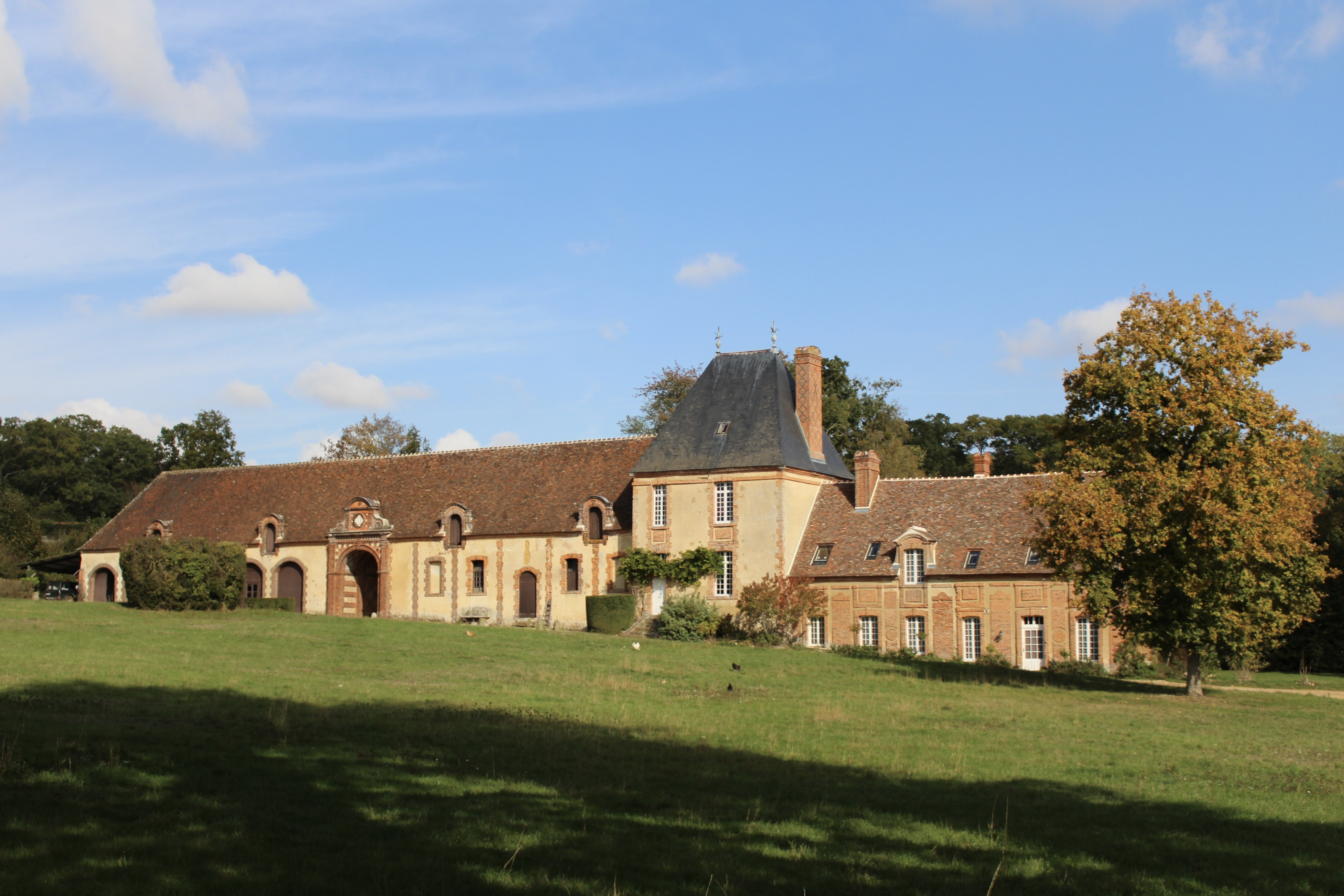
Les communs du château organisés autour d'un pavillon plus élevé.

C’est au XVe siècle que Jean d’Ô entreprend la construction du château en lui adjoignant la chapelle Notre-Dame (1495). Sa veuve, Jeanne de Montfaucon, y fonde en 1505 un chapitre composé de six chanoines qui est réduit à la fin du XVIIe siècle. Un siècle plus tard, François d’Ô fait coiffer les tours de hautes toitures effilées, toutes différentes, et percer de nombreuses fenêtres. La demeure fortifiée devient une maison de plaisance. La gravure de Claude Chastillon, malgré sa perspective maladroite, nous dévoile le château tel qu’il existait sous le règne d’Henri II, à savoir un château flanqué de tours, cerné de douves donnant sur une avant-cour en déclivité, délimitée par des communs. Ceux de droite sont surmontés d’un pavillon en leur milieu ; le bâtiment le plus proche du château est le plus gracieux, avec sa profusion de fines lucarnes et son extrémité en arche. Au fond de la cour se dresse un pigeonnier d’une belle hauteur. Aujourd’hui, ces communs sont facilement identifiables même s’ils ont été modifiés et ne finissent plus par une arche. Ils restent organisés autour d’un pavillon plus élevé. Le pigeonnier a disparu. Édouard Lefèvre, historien local d'Eure-et-Loir au XIXe siècle, chef de division à la préfecture et membre correspondant du ministère de l'Instruction publique écrit :

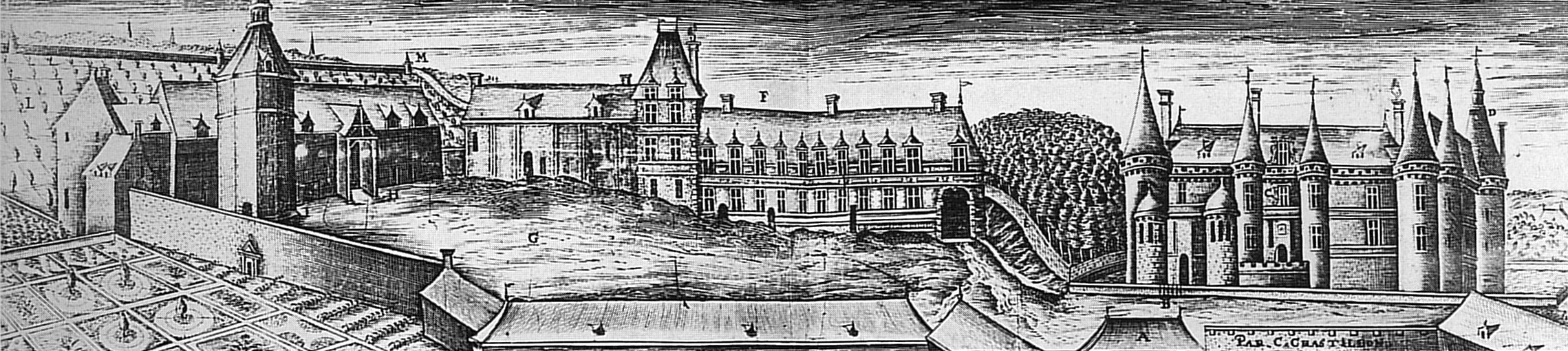
Château de Maillebois par Claude Chastillon (1559-1616).

« Le château, bâti sous Henri II, fut successivement agrandi d’abord par la famille d’Ô, ensuite et beaucoup plus encore par Nicolas Desmarets et son fils. C’était une construction lourde et massive consistant en quatre corps de bâtiments qui formaient un vaste carré long, irrégulier, flanqué de six grosses tours et d’inégale structure. Ce château a été réduit par le vicomte de Maleissye à un corps de bâtiment ; deux tours seulement ont été conservées. Le maréchal de Maillebois fit enclore de murs le parc au milieu duquel coulent les deux rivières de la Blaise et de Saint-Martin, elles y forment deux vallées riantes et variées… »

### Le château sous les Desmarets

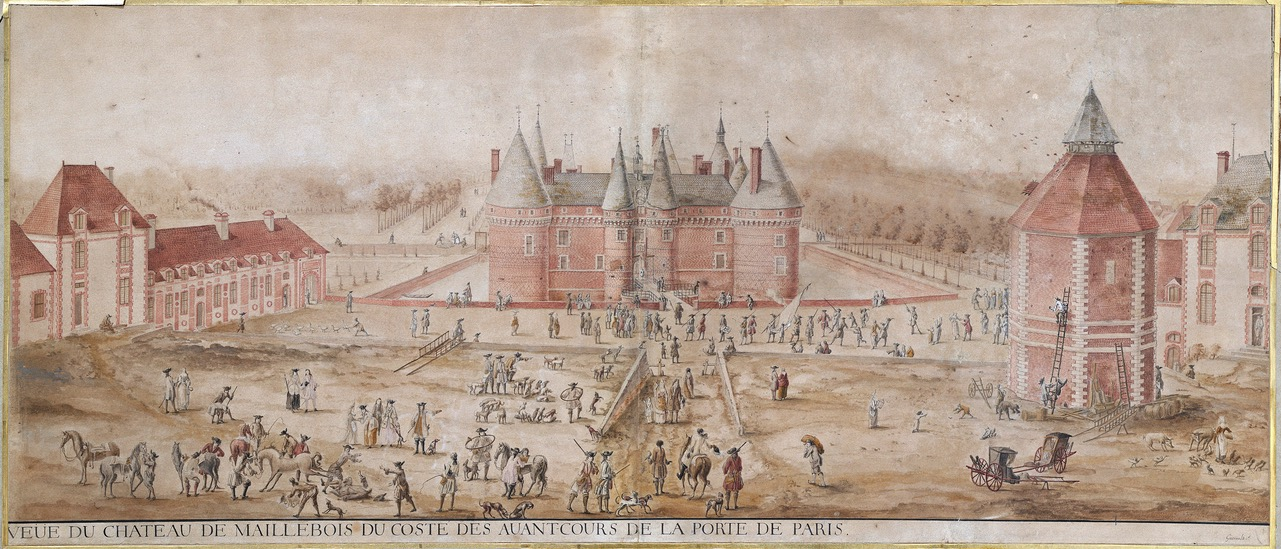
Le château de Maillebois au XVIIe siècle.

Le château est un instrument d’auto-affirmation sociale. Il doit refléter le prestige de son propriétaire, intérieurement, grâce au mobilier et aux décors muraux, extérieurement, grâce à l’architecture des bâtiments et l’agencement du parc. À la campagne, la noblesse passe une bonne partie de son temps entre jardins et parcs. 
L’agrandissement et l’embellissement du parc sont la préoccupation majeure de Nicolas Desmarets. Sur la gravure du XVIIe siècle, le château apparaît dans toute sa majesté, tel qu’on l’aperçoit en arrivant par la grille de la porte de Paris. Une grande effervescence y règne. Des échelles sont adossées au colombier. Des soldats paradent sur l’esplanade, d’autres caracolent dans l’avant-cour. La fumée s’échappe d’une des cheminées des communs. Derrière le château, côté rivière, l’atmosphère est paisible, on distingue le parc avec des allées bien dessinées et des rangées d’arbres.

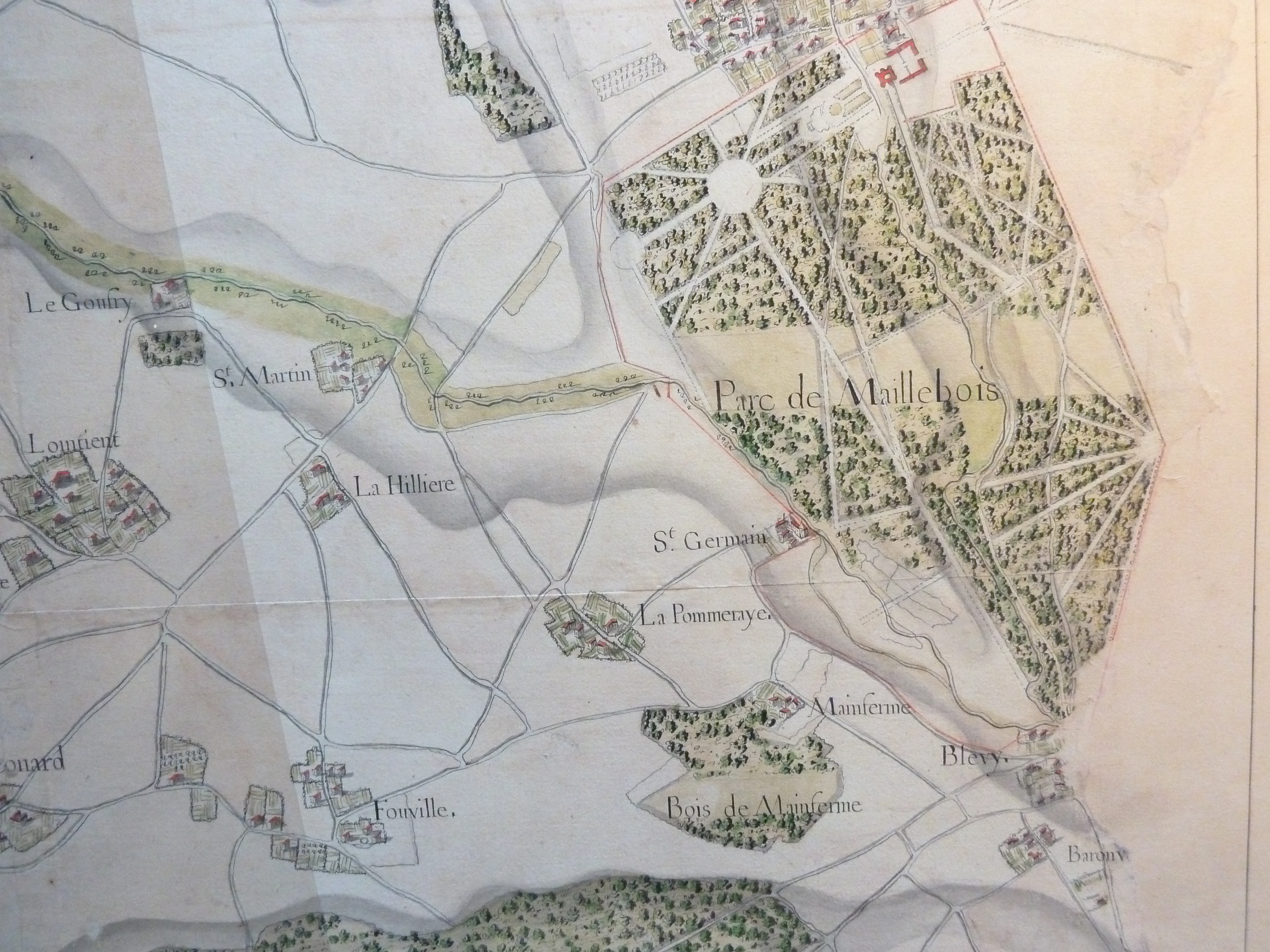
Parc du château de Maillebois au XVIIIe siècle.

L’agrandissement du parc se traduit dans les actes par deux appellations : l’ancien parc d’environ 186 arpents et le nouveau parc de 375 arpents. Pour cela, Nicolas Desmarets a acheté une multitude de maisons dans le haut du bourg de Blévy, situées dans l’enclos du parc. Il a englobé les 125 perches sur la rivière de Saint-Germain, propriété de la cure de Saint-Germain-de-Lézeau. Il voulait que son parc soit parcouru par les deux rivières, le Gord et le ruisseau Saint-Germain. Sur le plan, on distingue bien ce qu’on appelle la patte d’oie, cet ensemble d’allées rayonnantes et l’allée qui va du moulin des Graviers de Blévy au rond-point en face du jardin à la française du château. 
Le village de Maillebois, à l’origine simple hameau de la commune de Blévy, s’est agrandi du fait du déplacement d’un faubourg entier de Blévy. Le bourg est devenu florissant, les halles à blé de Blévy y ont été déplacées. Le marché se tenait le mardi de chaque semaine et la foire, le 1er mai de chaque année. Des fabricants en laine se sont établis. Les laines de Beauce, foulées et dégraissées dans les moulins de la vallée, servaient à la fabrication de serge, grosses étoffes solides recherchées des gens de la campagne. On cultivait aussi la vigne dans une partie du territoire de Maillebois mais le vin étant de médiocre qualité, les vignes sont arrachées au milieu du XVIIIe siècle. 

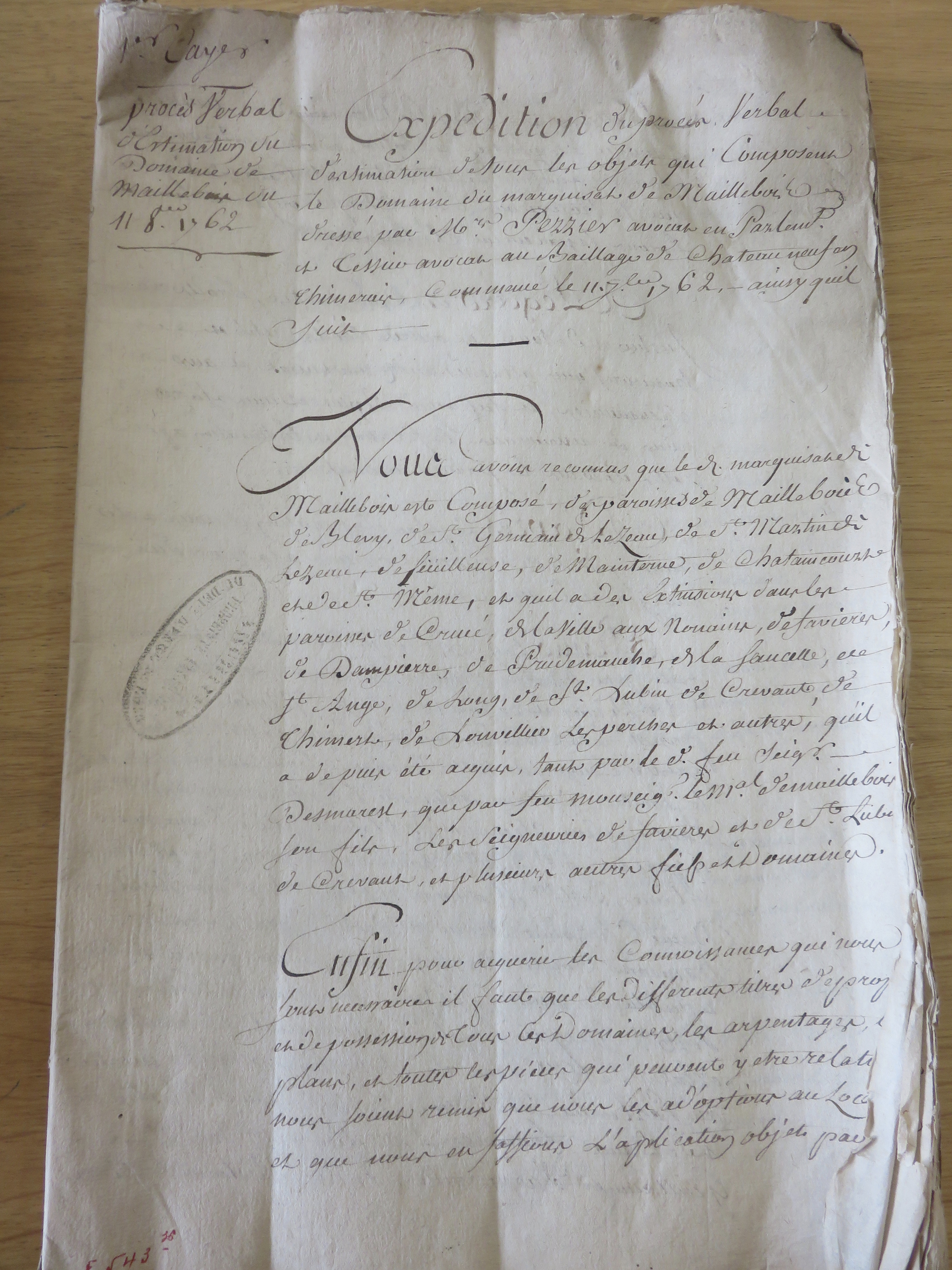
Estimation du domaine en 1762.

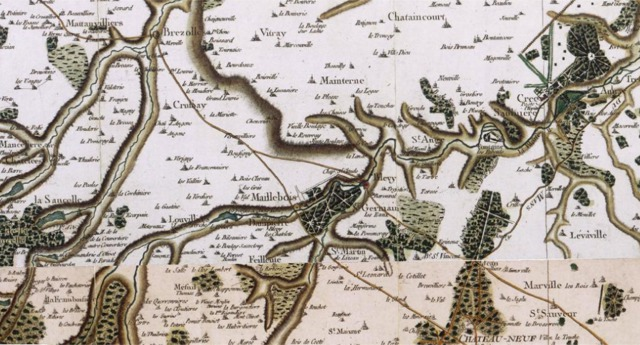
Les fermes dépendantes de la seigneurie de Maillebois sur la carte de Cassini.

Les fermes et les moulins qui font la richesse de la seigneurie de Maillebois sont situées dans les communes environnantes. Ce sont le Rouvray, Chennevières, la Mainferme sur la commune de Saint-Germain de Lézeau, la Gouffrerie sur celle de Saint-Martin-de-Lézeau, le Lointien, Baufouet, la jeune et la vieille Boullaye, Baronval, le Thimerais et la Noë sur Blévy, les moulins des Graviers, du Pré, de Brûlé et celui de la Leu affermé par bail en 1790 à François Bazille. S’ajoutent des fermes dans des communes plus éloignées: Le Coudray à Saint-Ange et la ferme des moulins à Dampierre avec son moulin dénommé curieusement le «moulin des moulins».
La chapelle seigneuriale s’est agrandie, elle est devenue l’église paroissiale. À droite dans le chœur est élevé en 1619 un tombeau en marbre noir et blanc à la mémoire d’Antoine Le Camus, classé objet monument historique en 2006. L’inscription en grec fait l’éloge du défunt en ces termes : « Infatigable dans les luttes de la vie, il a vécu dans le labeur. C’est le destin qui l’a vaincu mais non la vie publique, ni la guerre ».
Une plaque de marbre noir, classée objet monument historique en 1906, signale le cœur du maréchal de Maillebois et porte l'épitaphe « In multitudine visus est bonus et in bello fortis ». Les armes qui y sont gravées étaient peintes sur une litre intérieure détruite lors des travaux de la réfection des enduits en 1968. 

Église Saint-François-d'Assise de Maillebois
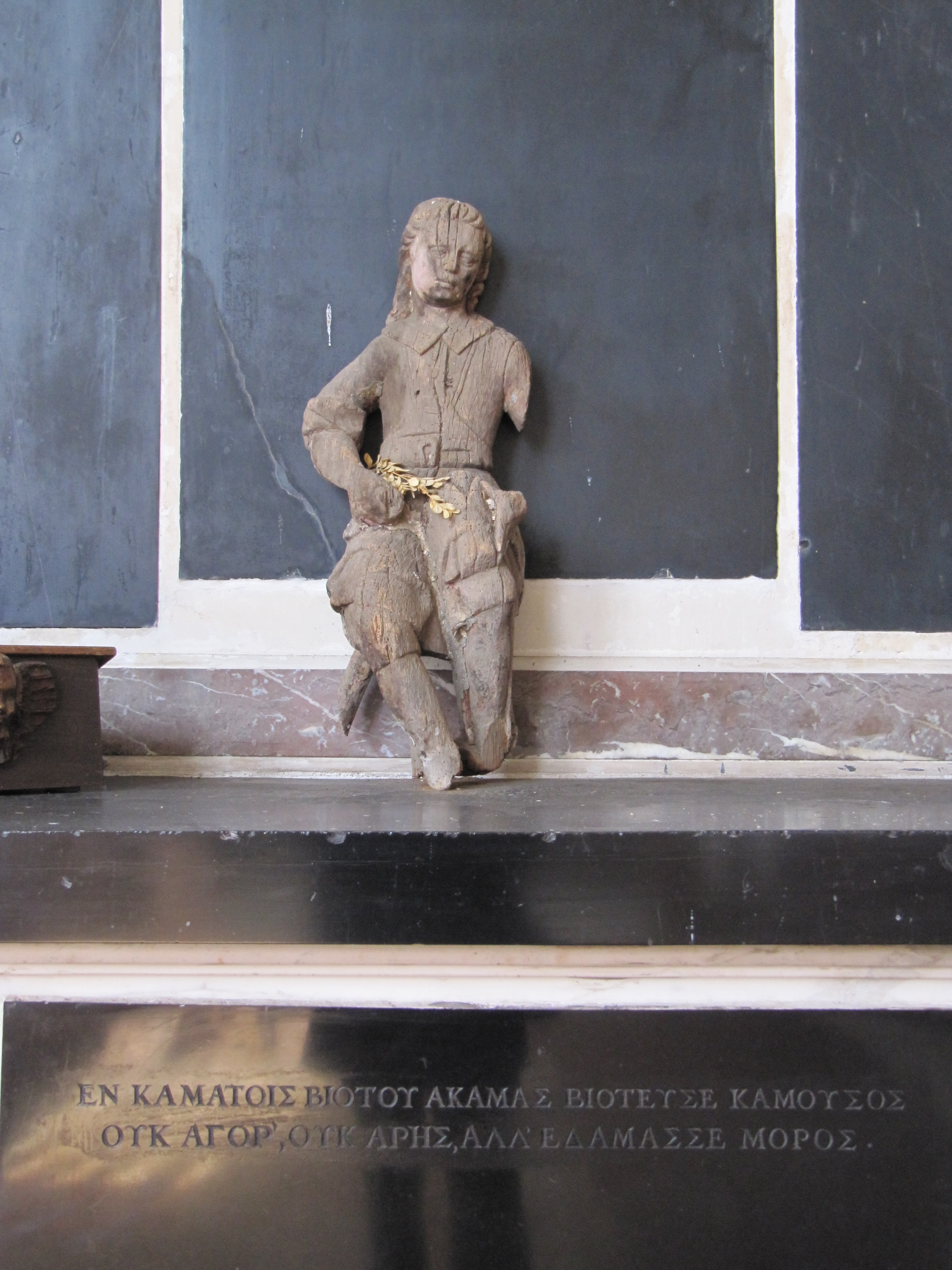
Cénotaphe d'Antoine Le Camus mort en 1619.
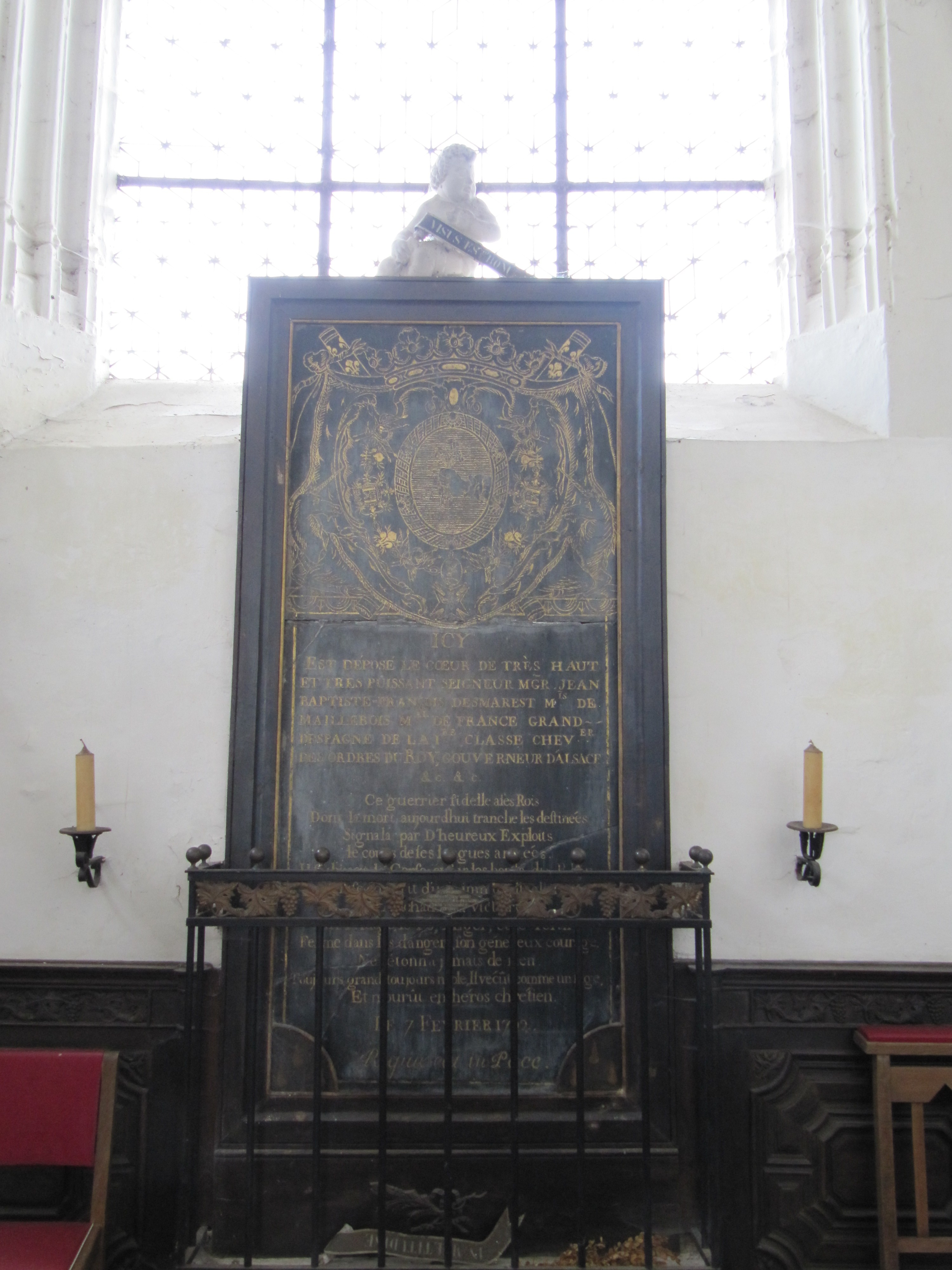
Monument funéraire du maréchal de Maillebois mort en 1762.

Il est d'usage que les propriétaires de châteaux commandent aux peintres des dessins ou tableaux de leurs propriétés. Yves-Marie Desmarets n'a pas eu besoin de passer commande, il avait en la personne de son beau-père, René-Louis de Voyer de Paulmy d'Argenson, un homme qui adorait faire des croquis des lieux où il passait, que ce soit dans la famille ou chez des amis. Il a ainsi fait deux dessins du château de Maillebois lavés à l'encre de Chine et conservés à l'Arsenal à Paris. Il a dessiné la façade sud du château qui ouvre sur le parc et longe le grand potager. On distingue au fond de l’avant-cour la grille de la porte de Paris. La tour d’angle du château est déjà surmontée de son clocheton.
Sous Mme la comtesse de Valentinois, le château a aussi fait l'objet d'aquarelles sur fond de ciel bleu. Le château, tout de rose, est encadré d'allées d'arbres et d'un parc à la française, aux parterres soignés.

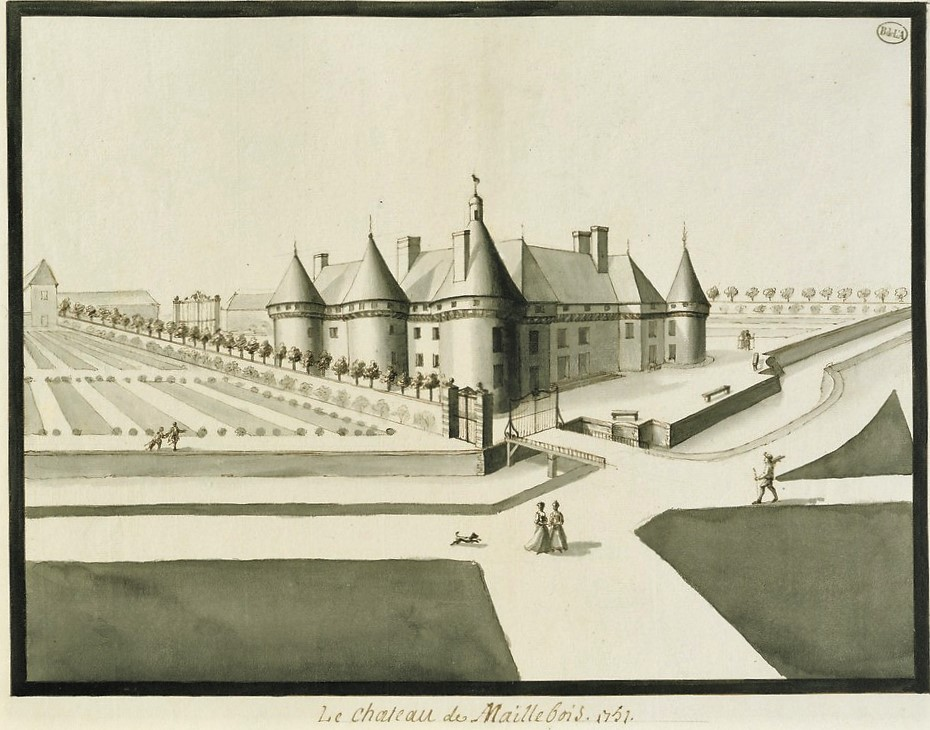
Le château par René-Louis de Voyer (dessin lavé à l'encre de Chine).
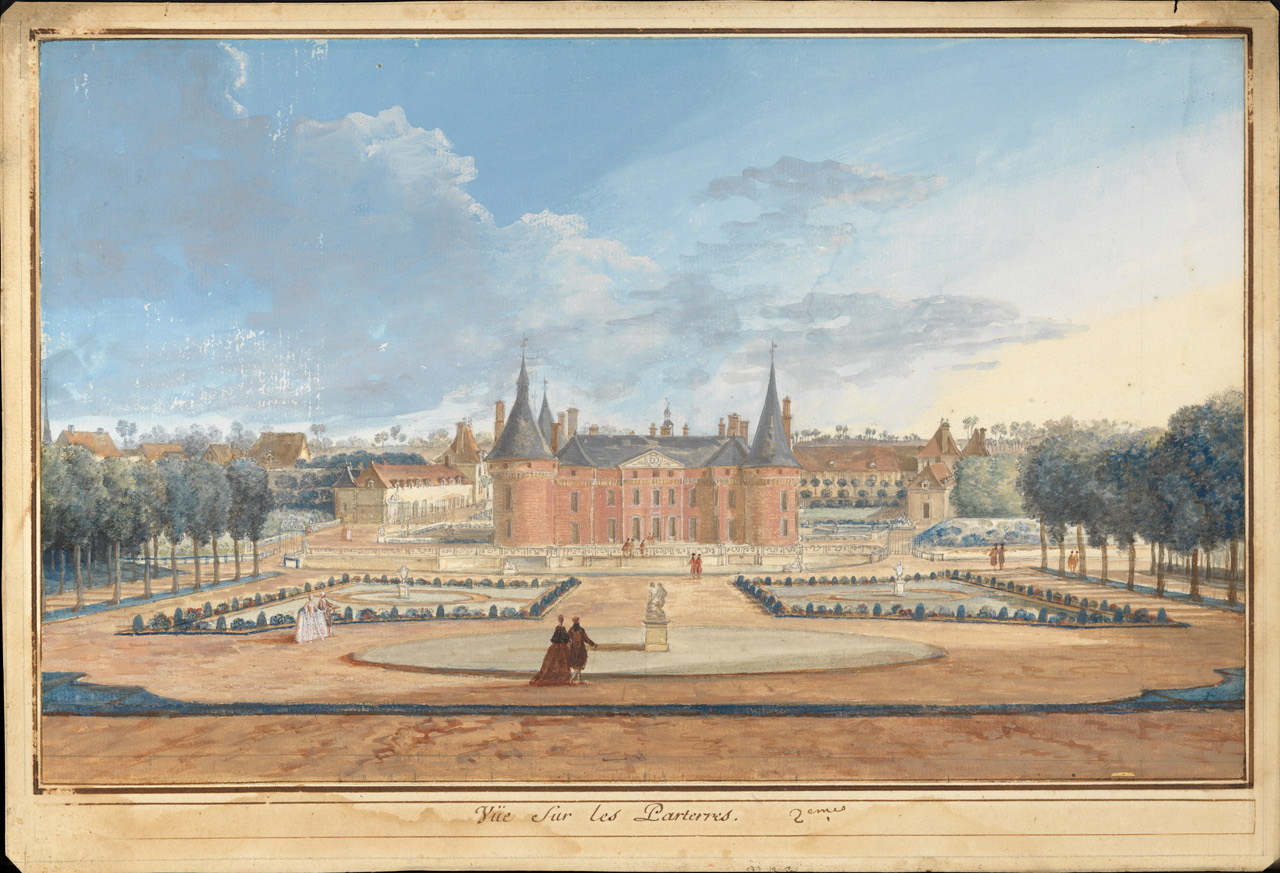
Le château de Maillebois au XVIIIe siècle (aquarelle).

### Le château de la période moderne
Sous la Révolution, le château n’a pas été incendié comme il est souvent affirmé. C’est le vicomte de Maleissye qui a fait démolir les deux grosses tours en mauvais état sur la façade nord pour mieux rénover le reste du bâtiment ainsi que les communs. Même si le château offre un mélange de plusieurs styles, il frappe par son homogénéité, qui résulte de l’utilisation des matériaux locaux alternés : briques, silex, grison. Il présente, du côté de la rivière revenue en son lit naturel, une façade Renaissance avec un appariement de briques vernissées formant des motifs géométriques fantaisistes. Deux hauts pavillons en retour sont positionnés contre les imposantes tours. Un chemin de ronde à mâchicoulis ceinture le château au niveau des combles, sauf sur la façade nord, qui donnait autrefois sur la cour intérieure et qui est plus sobre. 

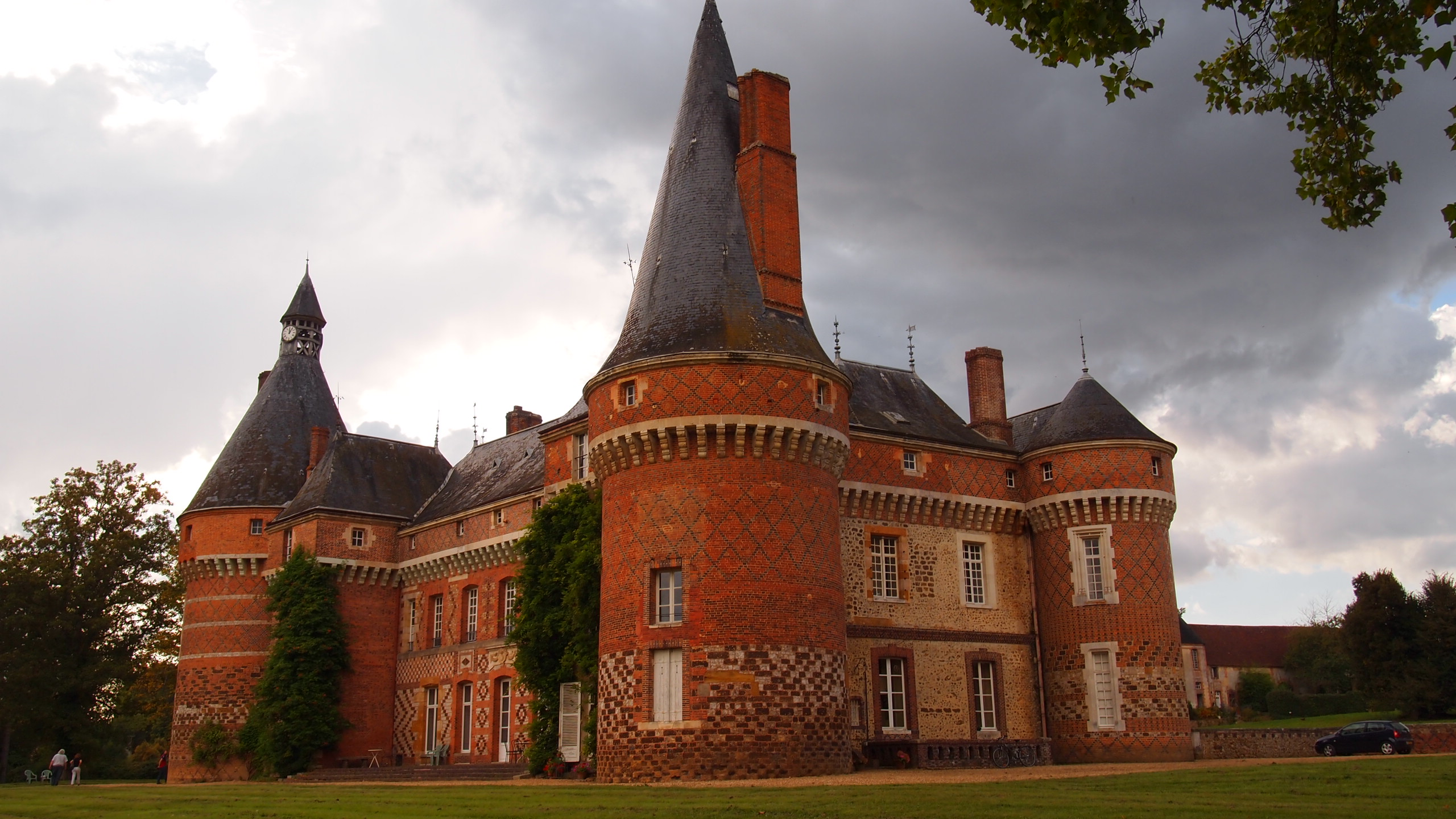
Façade de briques rouges sur fond de ciel noir.
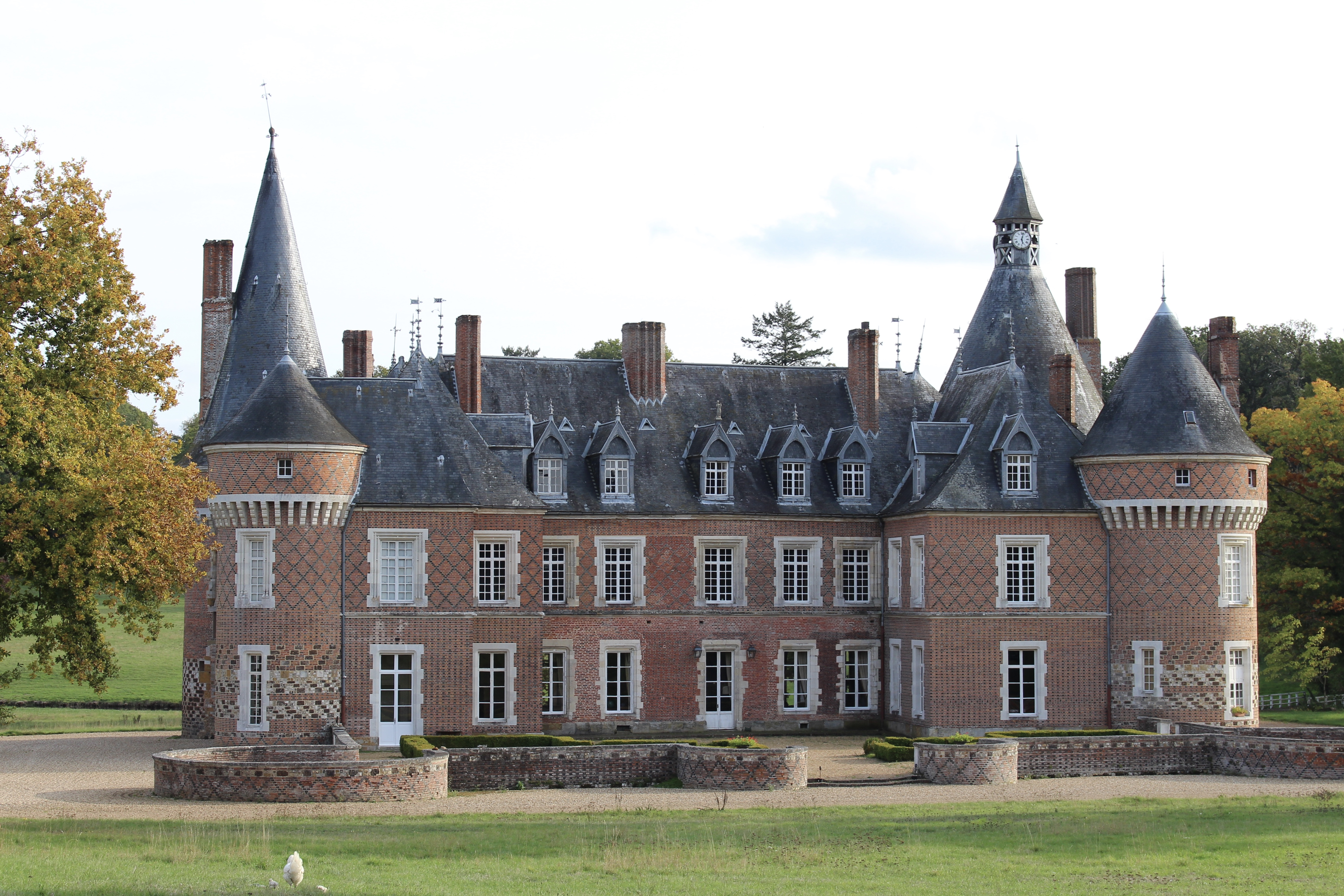
La façade nord.
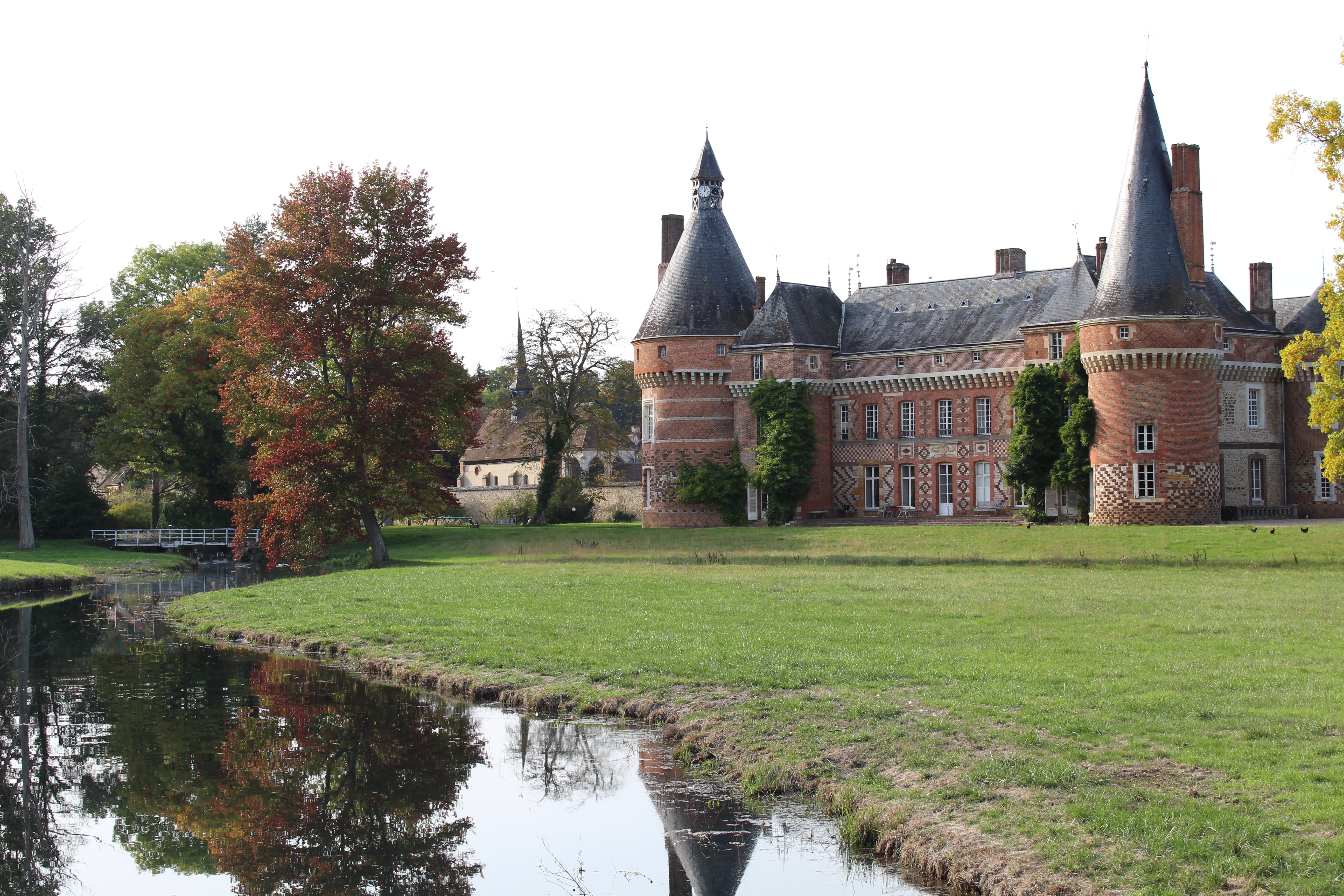
la façade sud.
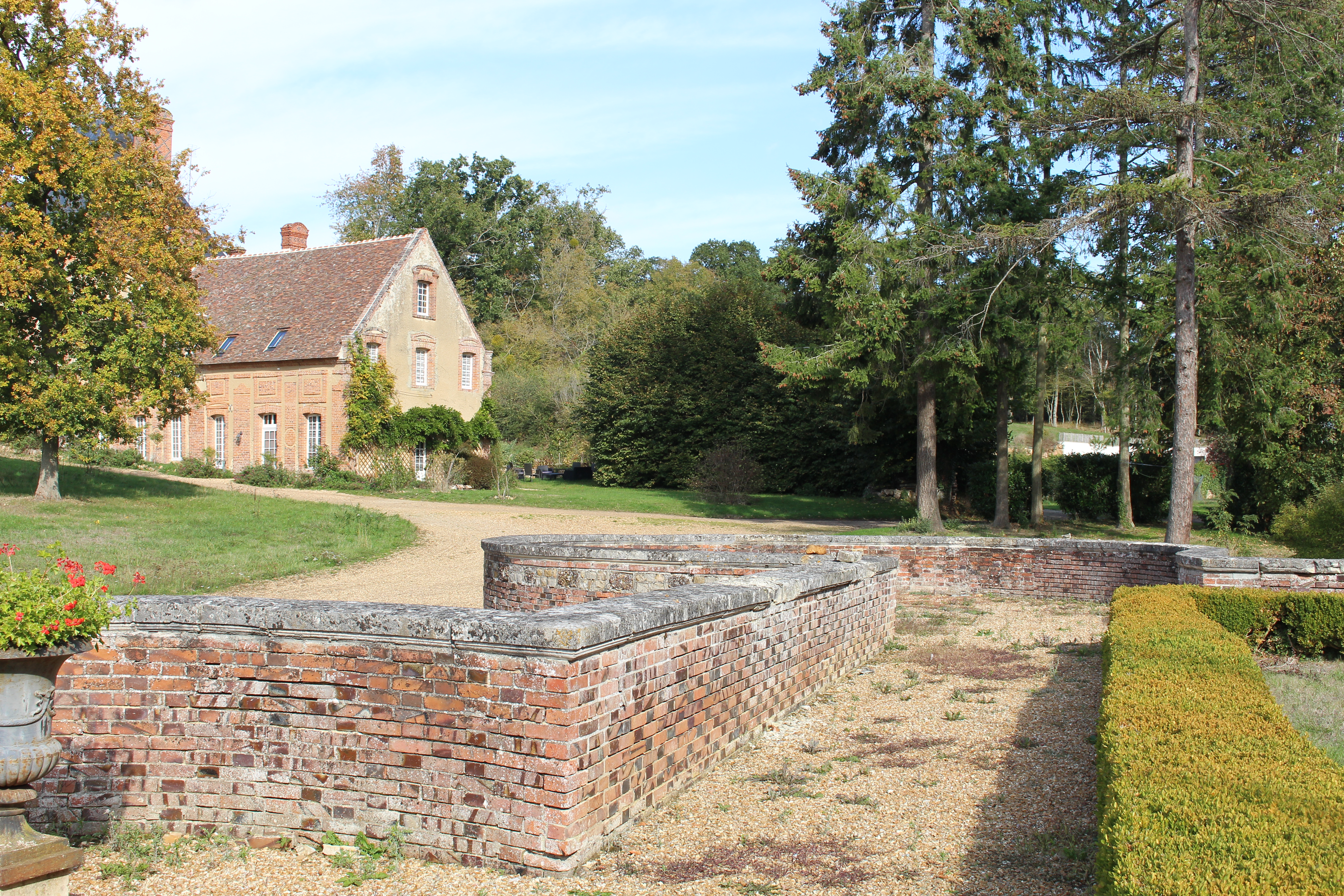
La base des tours démolies.
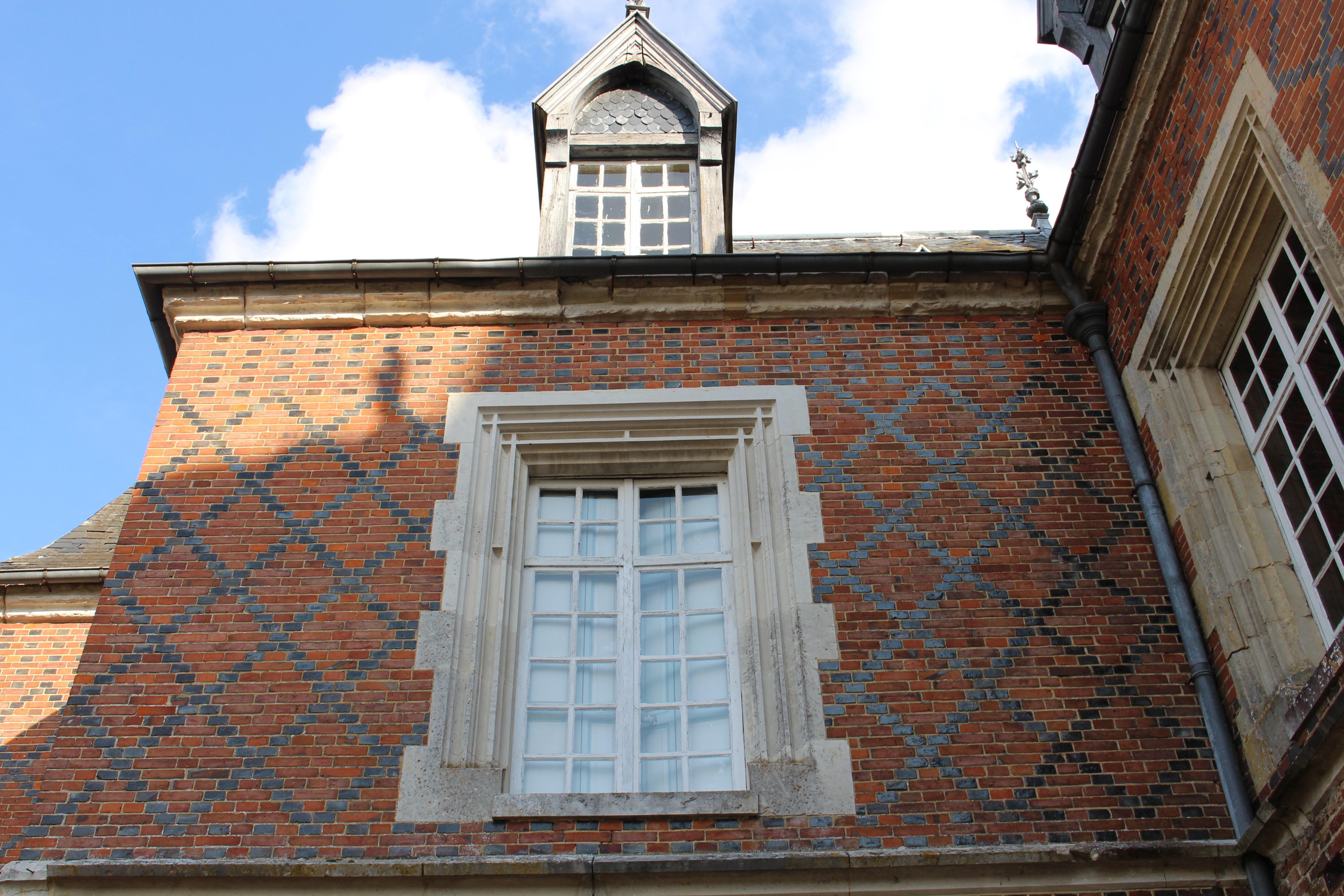
Croisillons de briques.
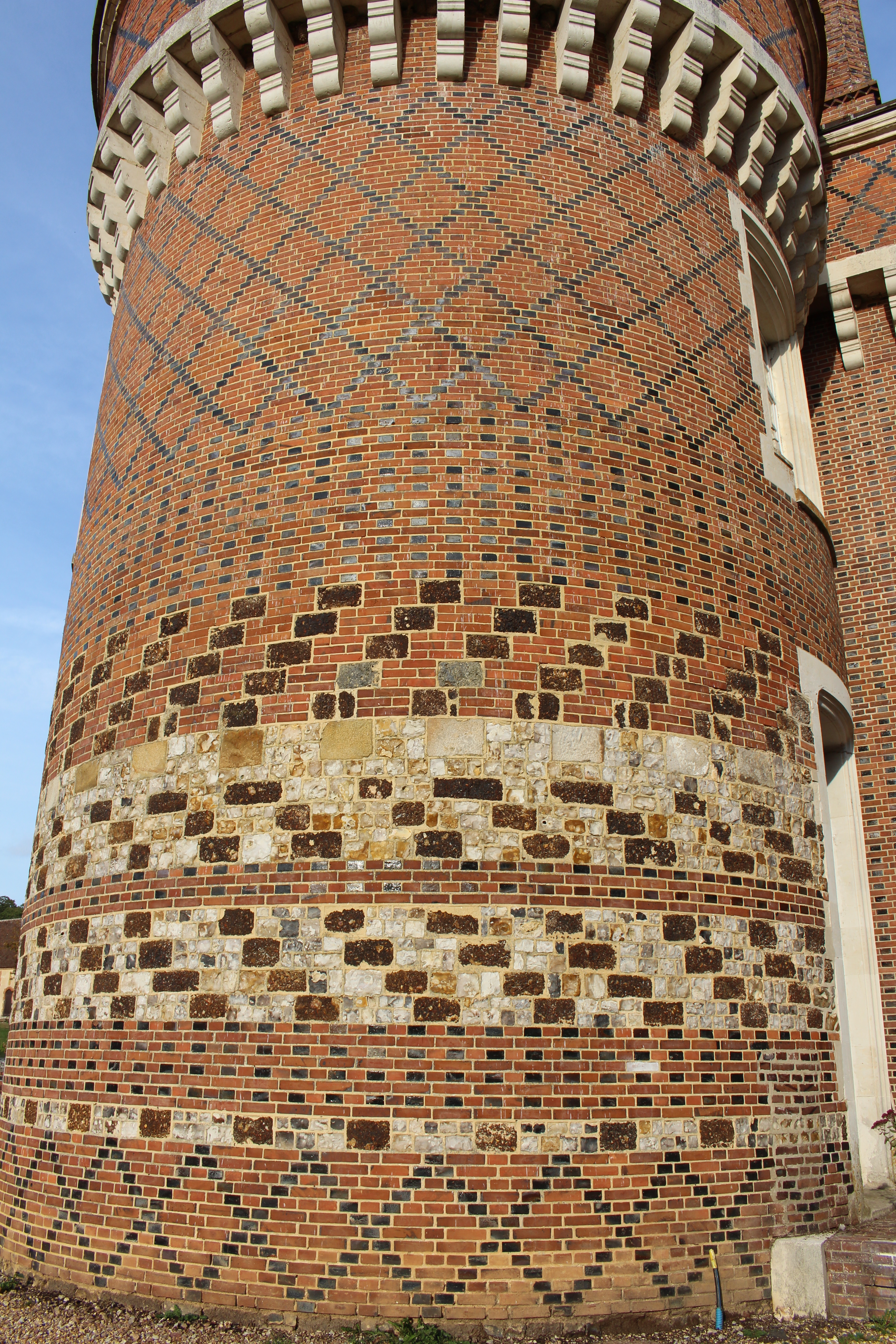
Alternance de briques, de pavés de silex et de grison.

Plan du parc de Maillebois établi pour M. Latham en 1883.

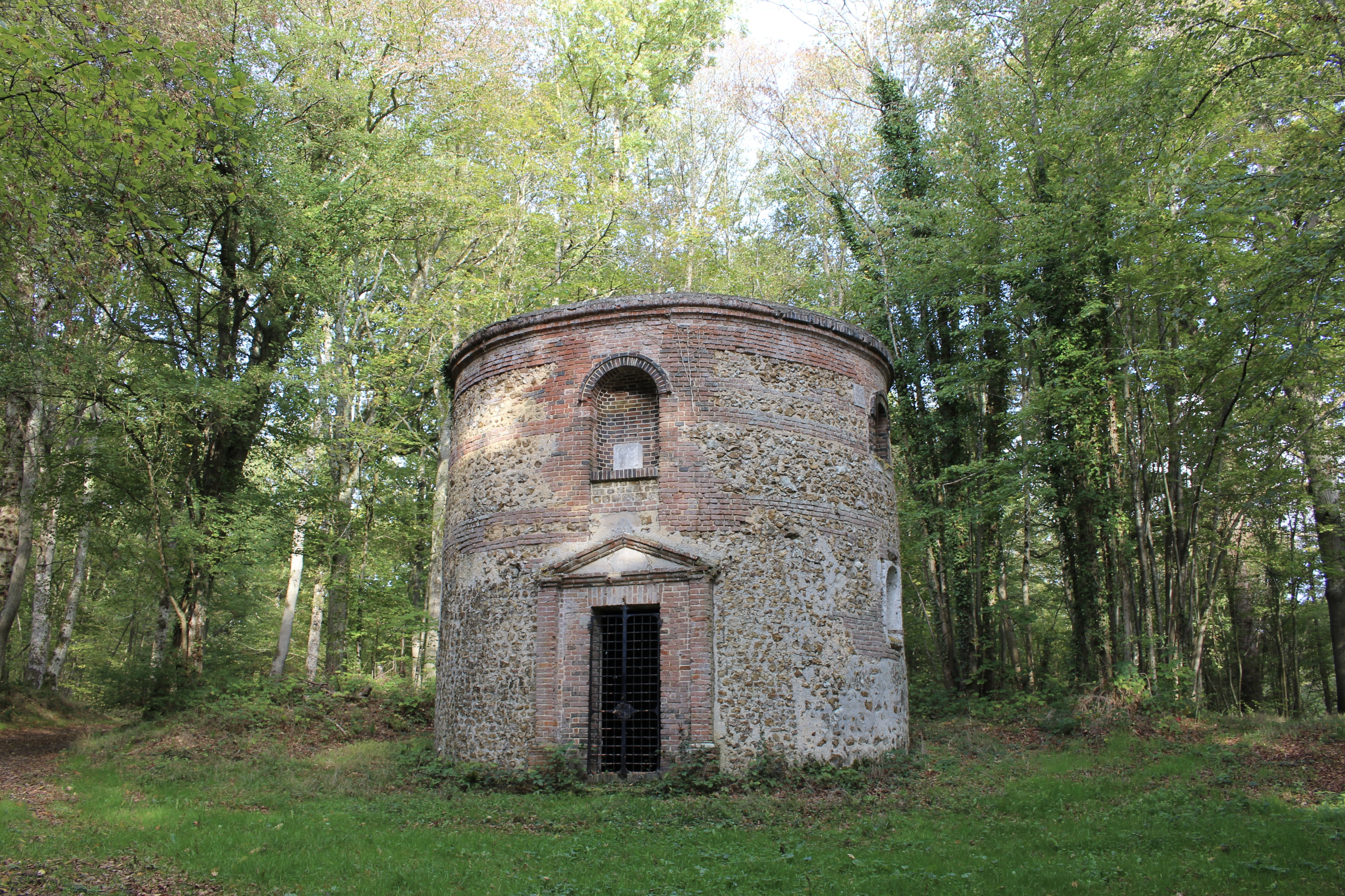
Chapelle circulaire dans le parc.

Le parc, qui avait été au centre des attentions des Desmarets, a suscité le même intérêt chez M. Lionel-Henri Latham, qui en a fait dresser le plan en 1883. Les allées qui sillonnent le parc sont telles qu'elles figuraient sur les actes anciens de vente et d'estimation. Certains noms de parcelles sont évocateurs des temps anciens : le petit parc, la chapelle, la patte d’oie, la glacière tout près des bois des neiges, le haha, le camp encastré avec les fonds de Blévy entre les deux rivières. D’autres noms font allusion aux activités pratiquées : la forge neuve, le pressoir, la sablonnière, la grange à foin.

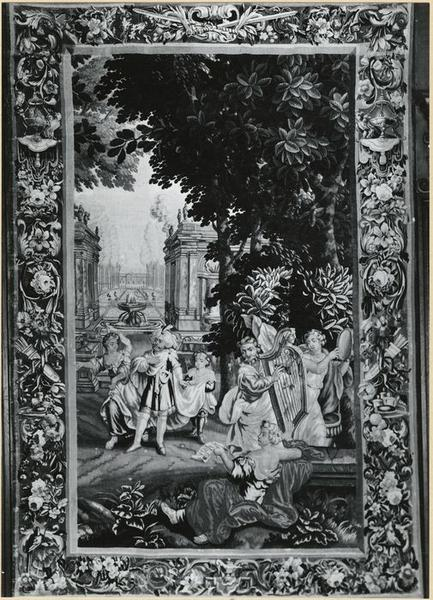
Tapisserie représentant les noces de Persée (XVIIIe siècle).

Quant à l'intérieur du château, voici ce que Mme Latham, quand elle faisait les honneurs de son château, signalait à ses hôtes, en traversant le salon aux fines boiseries Louis XV : les tapisseries des Noces de Persée acquises par M. de Maleissye à l'hôtel Talhouët à Paris, une cheminée et un lit en provenance du château de Crécy, ainsi qu'un tableau de Mignard représentant la duchesse de la Vallière. Malheureusement, les sept tapisseries dont Mme Latham était si fière ont été volées en 1984. Il n'en reste plus que le souvenir grâce aux photos.

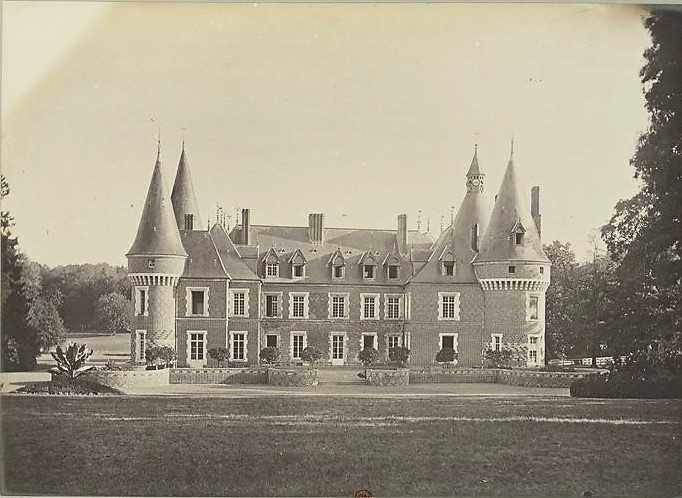
Le château de Maillebois photographié par Maurice Gasté (1859-1947).

Extérieurement, M. Armand-Delille a procédé à une modification des toitures des tours d'angle sur la face nord pour les rendre moins élevées. La photo prise par Maurice Gasté les montre dans leur état primitif. Les communs ont été modifiés harmonieusement par M. Henri-Lionel Latham, amateur de chasses à courre, qui a fait construire à l'arrière des écuries. Là encore, les matériaux utilisés sont le silex et les briques de différentes teintes.

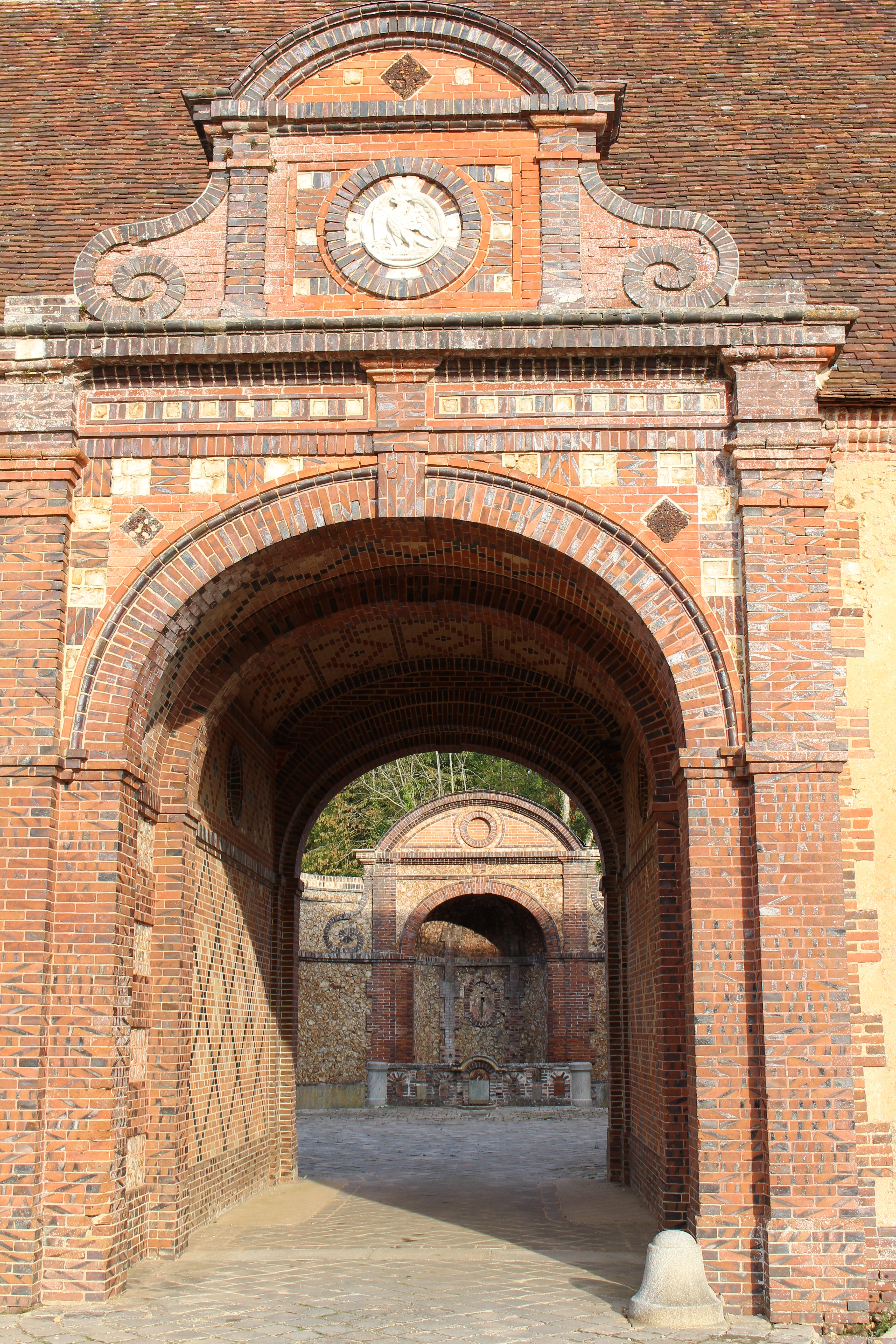
Le porche menant à la cour intérieure des écuries.
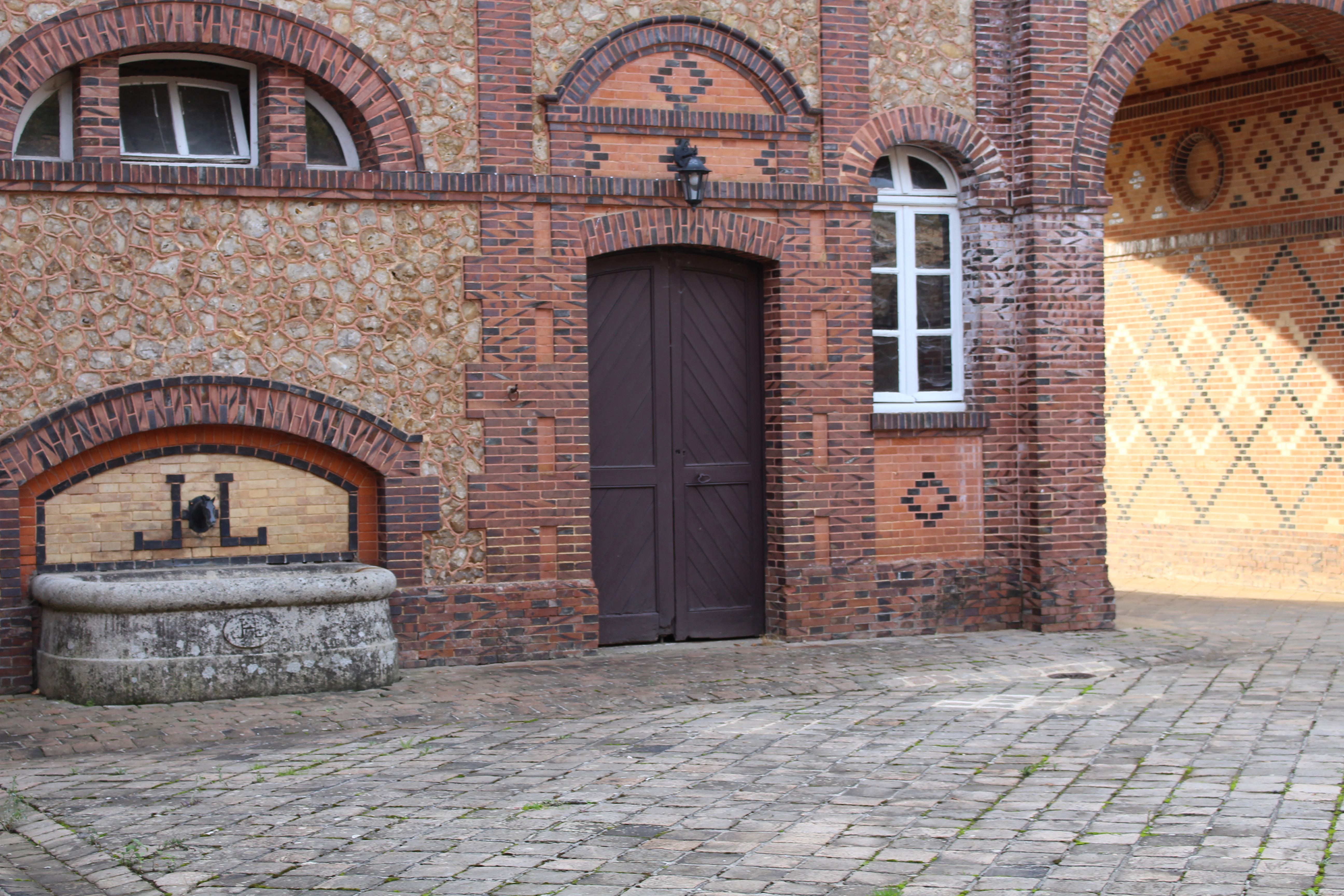
Dans la cour, des auges en marbre.
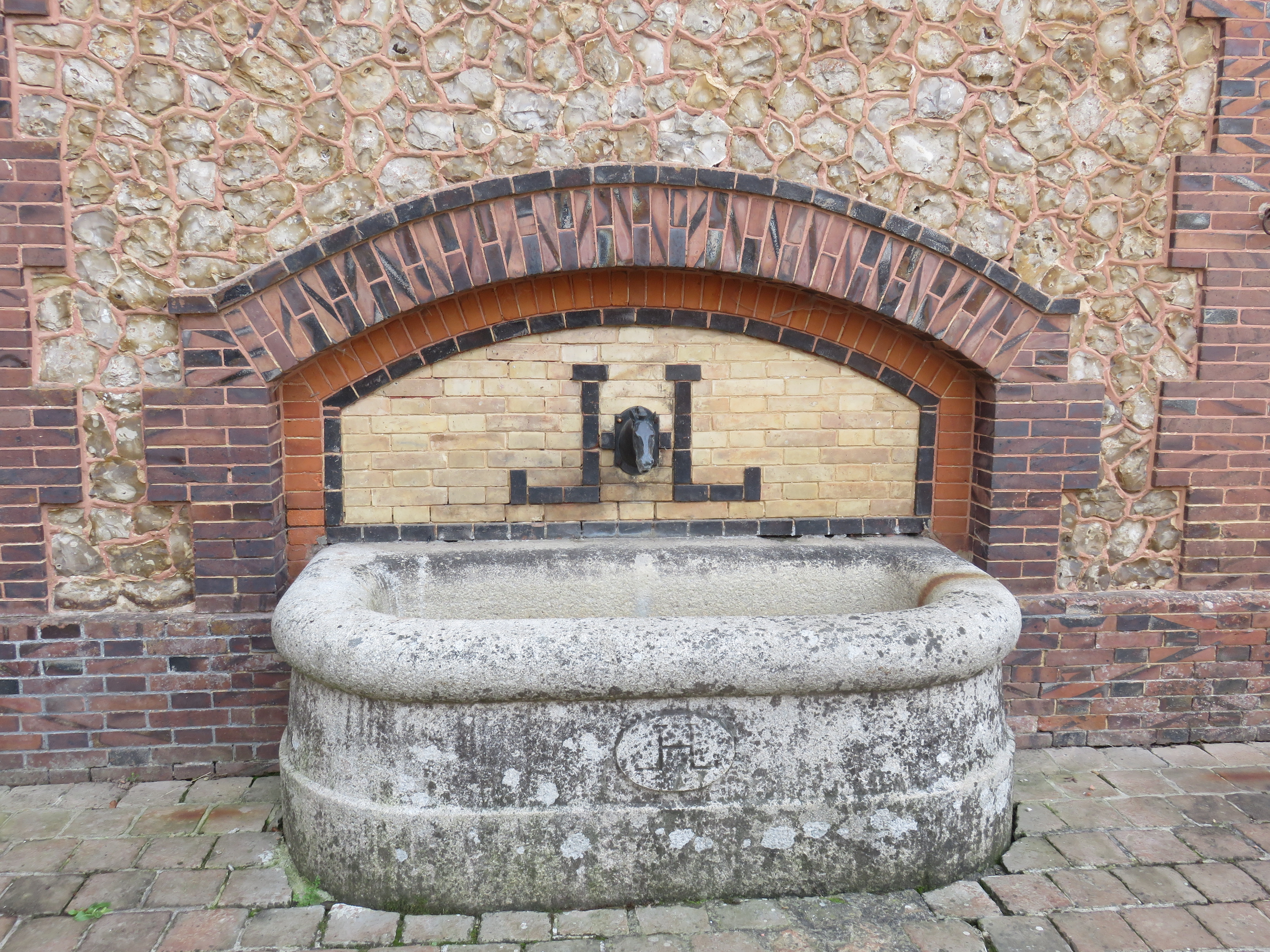
Auge surmontée des initiales de Lionel-Henri Latham.

Si l'on sort par le porche d'entrée, du côté de la grand-rue, on peut admirer la belle façade en retable de l'église en briques rouges qui aurait été rajoutée après 1853.

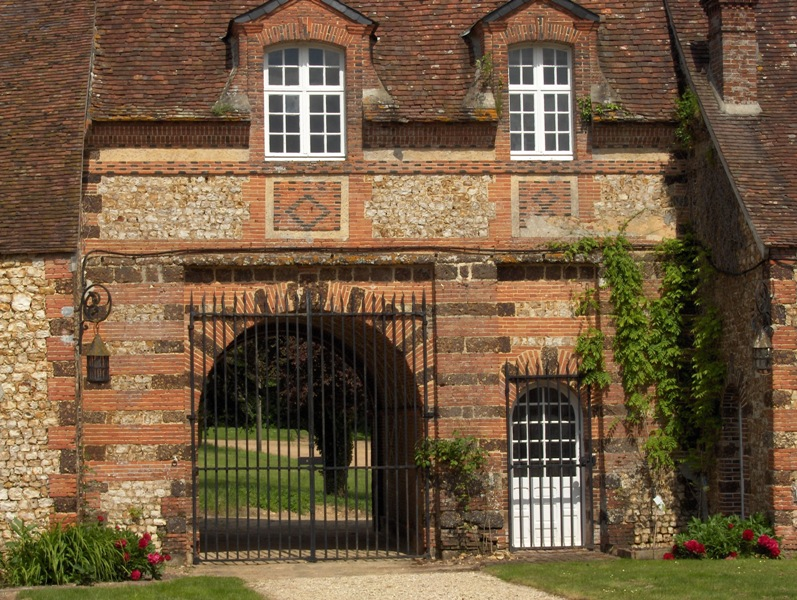
Le porche d'entrée du domaine de Maillebois.
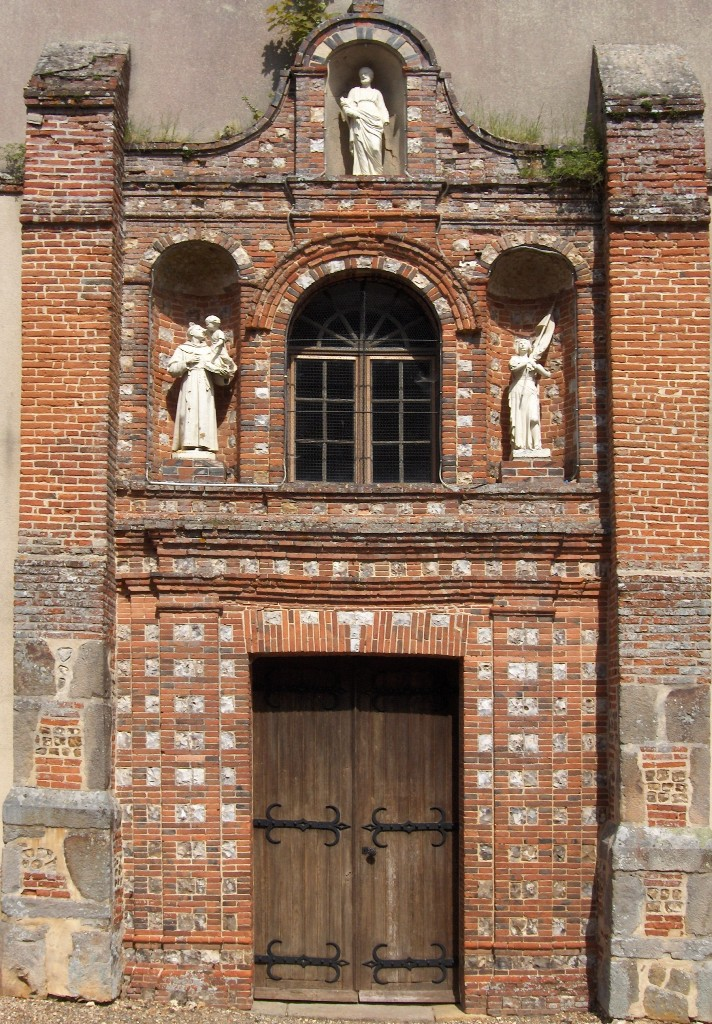
La façade de l'église.

## Expositions et lieux de tournage
- Du 15 août au 22 septembre 2024, le château accueille une exposition de l'association « Art et Clochers », intitulée « Maillebois 3 villages et 1 château - Les Jeux artistiques », regroupant 56 artistes présentant chacun en moyenne 5 œuvres. Ces œuvres sont disséminées dans l'immense parc, la ferme, l'orangerie ou l'écurie[62].

- En 2016, le château sert de décor et de lieu de tournage pour la cinquième saison d'une émission de la chaîne de télévision M6, Le Meilleur Pâtissier.